# Brezel

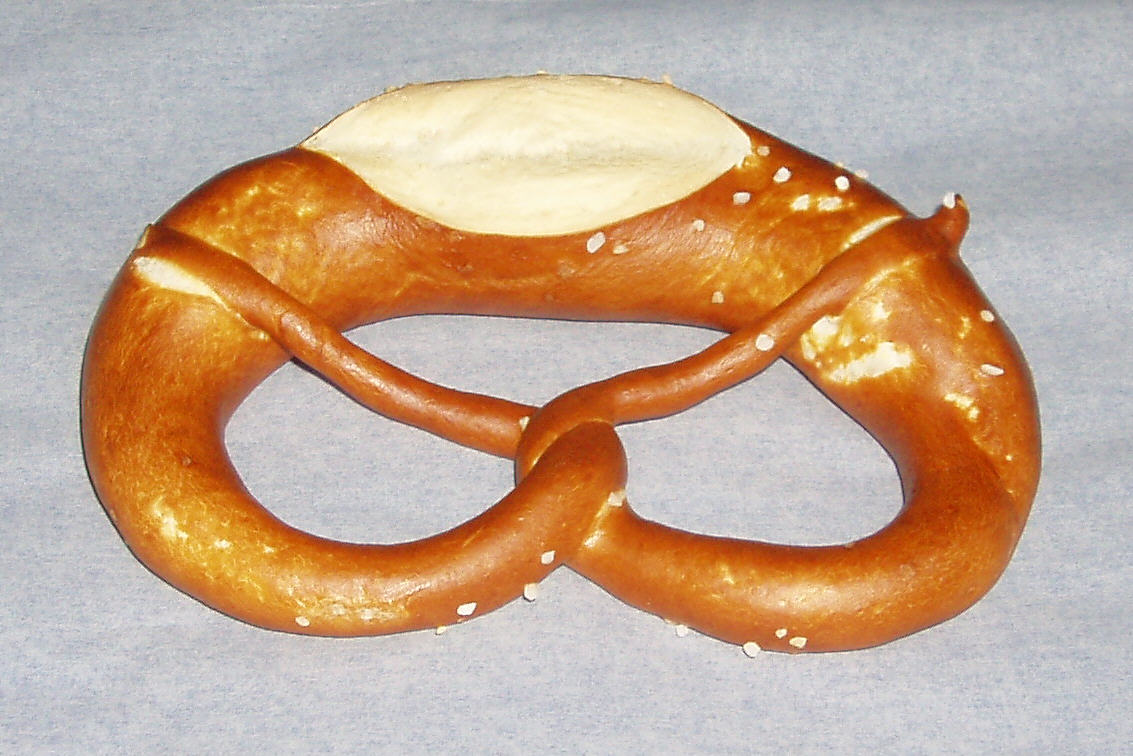
Oberschwäbischen Laugenbrezel

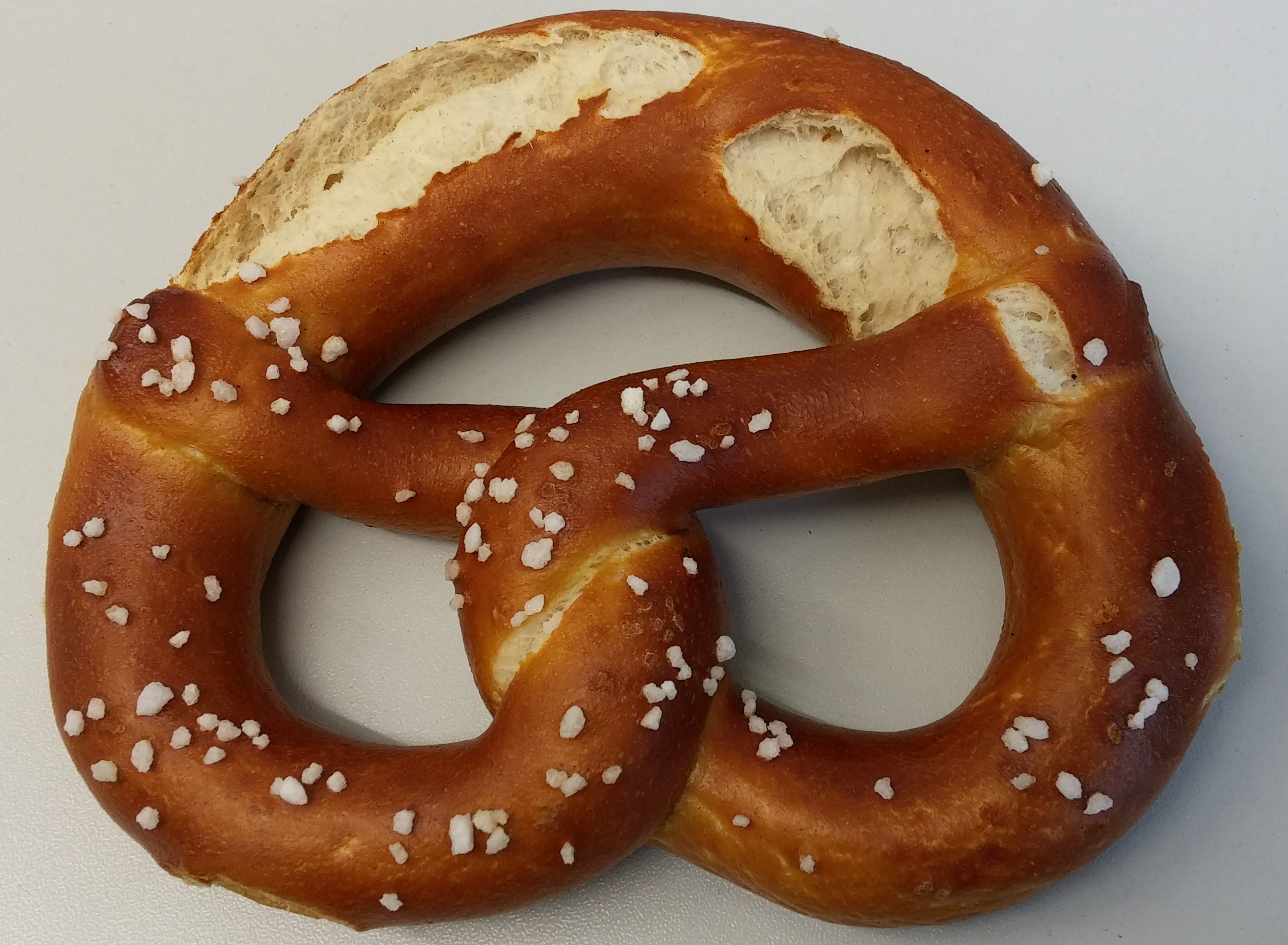
Bayerische Brezn

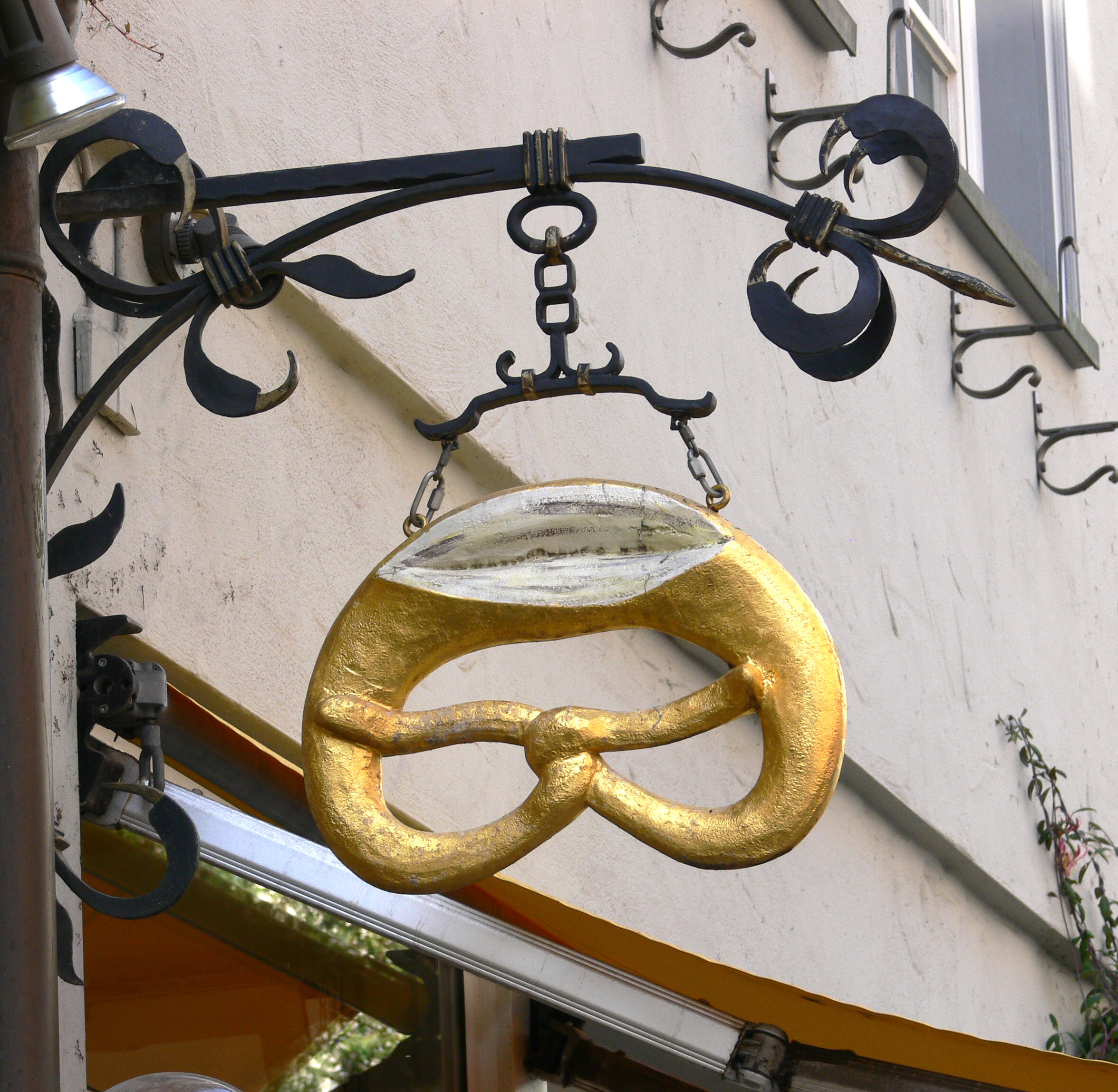
Oberschwäbische Bäckerei-Nasenschild

Die Brezel ist ein salziges oder selten auch süßes Gebäck in der Form eines symmetrisch verschlungenen Teigstrangs. Ihre Anfänge liegen im Mittelalter des deutschsprachigen Raums (Deutschland, Elsass, Österreich, Schweiz und Südtirol). Der Name Brezel wird von der etymologischen Forschung vom lateinischen brachium abgeleitet („der Arm“; mutmaßlich bezogen auf das Verschränken beider Unterarme vor dem Brustkorb). Die Brezel ist das am weitesten verbreitete Gebildbrot oder Bildergebäck. Seit dem Mittelalter wird die Brezel von der Bäcker-Zunft als Zunftzeichen und heute als Wahrzeichen von den Bäcker-Innungen sowie den Bäckereien verwendet. Im Laufe der Jahrhunderte bildeten sich zunehmend mehr Varianten der Brezel in immer mehr Regionen und Ländern aus. Am meisten verbreitet sind die bayerische Brezn mit weitgehend gleicher Dicke und die schwäbische Brezel mit einem dicken Bauch und zwei dünnen Armen.

## Wortvarianten

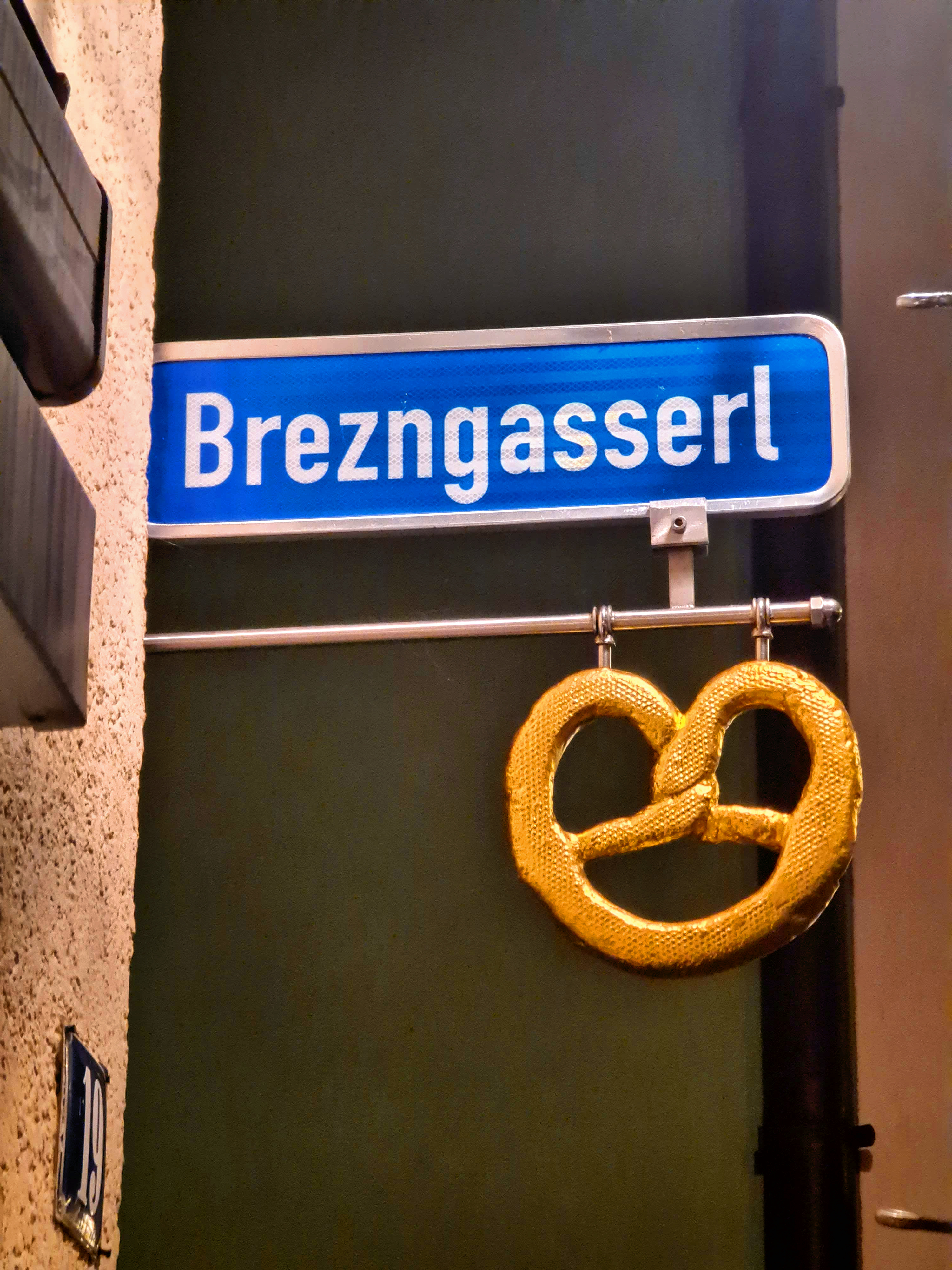
Ausleger für das Brezngasserl in Fürstenfeldbruck (Oberbayern)

Vom Wort Brezel sind viele Varianten gebräuchlich:
- in Österreich auch das Brezel und die Breze;[5]
- in Bayern die Breze oder bairisch die Brezn ['bre:t͡sn̩];
- in der Schweiz[5] und im Elsass[6] Bretzel geschrieben;
- in Südbaden auf Niederalemannisch Bretschl;[7]
- in Württemberg schwäbisch Brezet ['brɛt͡sɘd] und Brezget ['brɛt͡sgɘd] – veraltend; heute: Brezl ['brɛt͡sl];[8][9]
- in Ost-Schwaben auch als Brezg notiert;
- in Hessen und Rheinland-Pfalz mit kurzem „e“ gesprochen;
- in Norddeutschland mit langem erstem „e“.[4]

## Etymologie
Der Name Brezel ist hauptsächlich mit dem oberdeutschen Raum verbunden, und alle Dialektvarianten sind bereits im Mittelalter belegt. Diese gehen allesamt letzten Endes auf Ableitungen von lateinisch brachium („Arm“; spätlateinisch auch bracchium) zurück. Es ist auch nur eines der vielen lateinischen Lehnwörter der aufblühenden karolingischen Klosterkultur; hier handelt es sich um die Bezeichnung für ein ursprüngliches Devotionsgebäck, weshalb es noch heute in oberdeutschen katholischen Gebieten besonders heimisch ist. Das Benennungsmotiv sind die umeinander geschlungenen Enden des Teigstrangs, die mit überkreuzten Armen verglichen wurden.
Wohl auf mittellateinisches brachiolum (ursprüngliche Bedeutung: „Ärmchen“) dürfte althochdeutsch brezzila und neuhochdeutsch Brezel zurückgehen. Ein unbelegtes mittellateinisches Wort *brachītum (ursprüngliche Bedeutung: „armförmig“ oder „Ärmchen“; oder vielleicht *braciata) scheint die Quelle für althochdeutsches brezzita zu sein (auch brezita geschrieben), das in bairisch pretzede und schwäbisch brezet (beide weiblichen Geschlechts) fortlebt. Ein nicht direkt belegtes mittellateinisches *brachiatellu (vorausgesetzt von toskanisch-italienisch bracciatello und anderen romanischen Formen wie altprovenzalisch brasadel „ringförmiges Gebäck“) liefert die althochdeutsche Dialektvariante brezitella oder brezitel.
Als späte Kurzform wird althochdeutsch brezza betrachtet, das erst in Handschriften ab dem 12. Jahrhundert in Glossen belegt ist (brezin im 12. Jahrhundert, preczn̄ im 14. Jahrhundert, Formen des Nominativ Singular, die bairisch Brezn genau entsprechen) und mundartlich in Baden, Württemberg, dem bairischen Sprachraum und teilweise im Fränkischen weiterlebt, doch meist als Nebenform von Brezel.

„Im Spätmittelalter vereinigten sich diese vielfältigen Wortbildungen in einer erst vom 12. Jh. an bezeugten, aber m[undartlich] noch heute besonders beliebten Kurzform brezza; sie finden sich alle in verschiedenen H[andschriften] nebeneinander verzeichnet an der Glossenstelle 3,153,31ff.: brezita, brezta, brezin, brezitella, bretzinta (Kontamination?). Was den Wandel des gram[matischen] Geschlechts zum heute meist üblichen Fem[ininum] (neben Mask[ulinum]) anbelangt, so mag bei dem vorwiegenden Gebrauch der neutr[ischen] Pl[ural]formen auf -a im Lat[einischen] diese Endung sich auch als Fem[ininum] S[ingular] eingebürgert haben.“

## Form und Geschichte

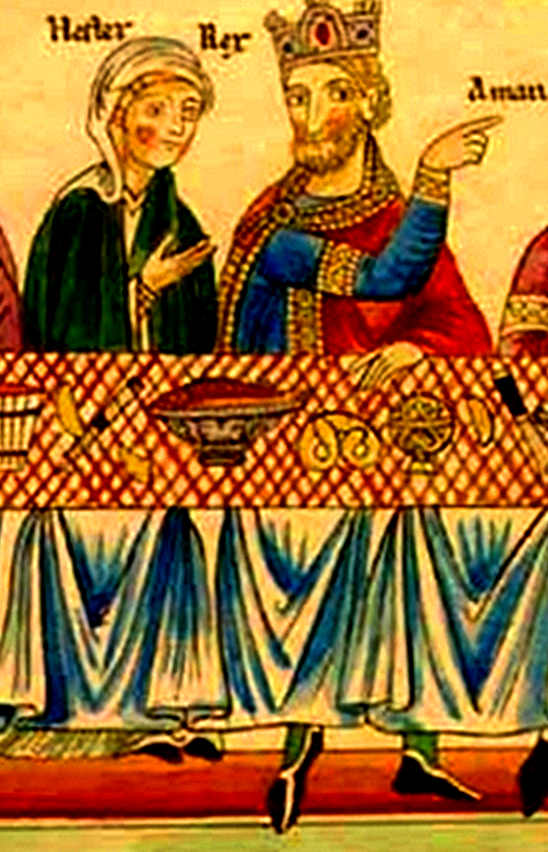
Diese Illustration aus dem Hortus deliciarum (um 1160) zeigt eine der ältesten Darstellungen einer Brezel.

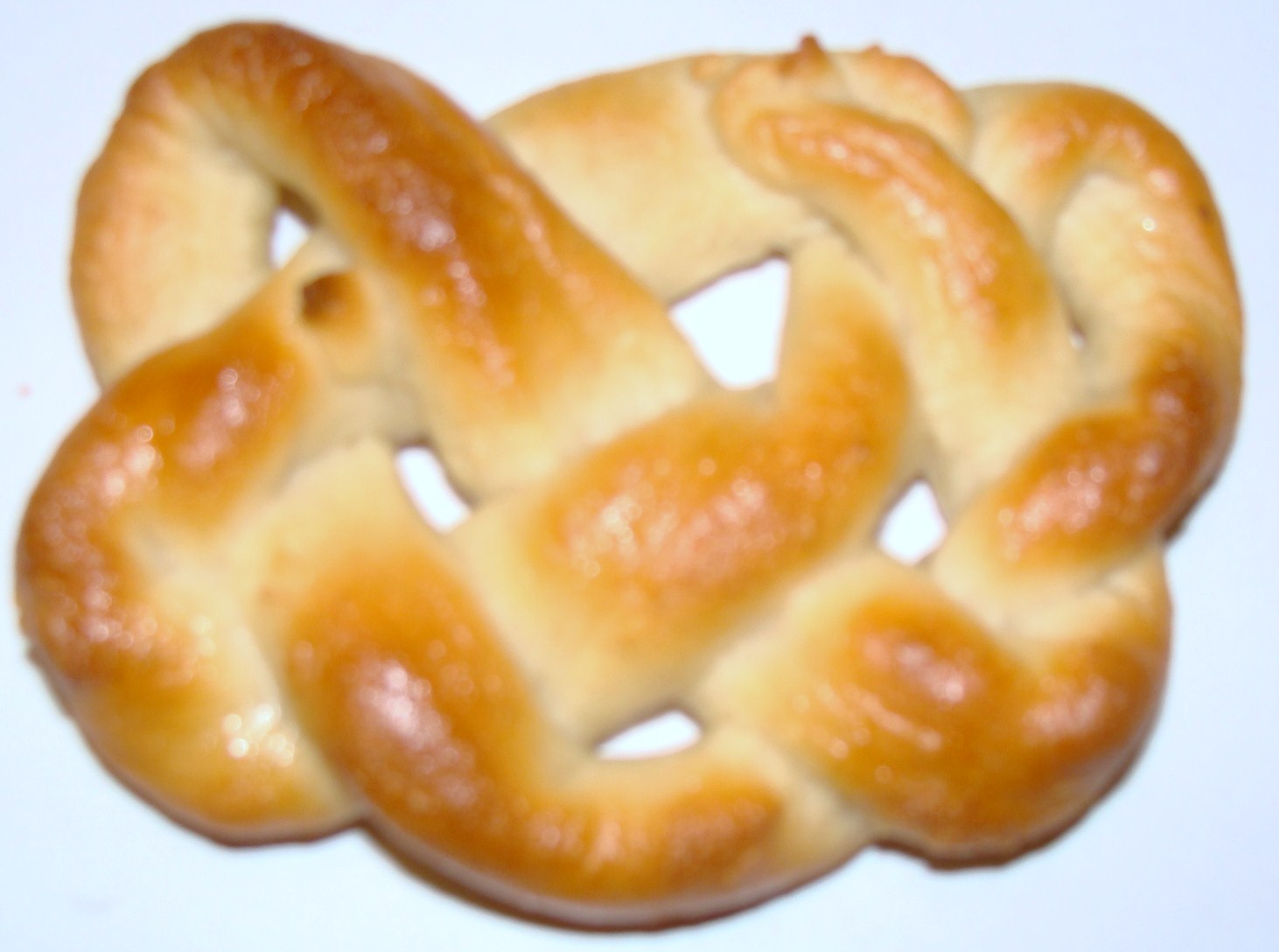
Keltischer Knoten

Der US-amerikanische Lebensmittelhistoriker William Woys Weaver vertritt die These, dass sich die heutige Brezelform aus den keltischen Ernteknoten entwickelte, die dekorativ gewebte Kunstwerke aus getrocknetem und geflochtenem Weizenstroh waren. Diese Ernteknoten werden mit Frühlingsfruchtbarkeit, dem Frühlingsäquinoktium und der keltischen Göttin des Ost-Sterns Sirona in Verbindung gebracht. Das Christentum unterdrückte diese heidnischen Traditionen, da sie den kirchlichen Erzählungen über Ostern widersprachen.
Der gegenwärtige Forschungsstand über die Herkunft der Brezel lässt daher keine sicheren Aussagen zu. Meyers Konversationslexikon von 1905 vermutete den Ursprung in einem Verbot heidnischer Backwaren (etwa in Form eines Sonnenrads) auf der Synode von Estinnes (auch als „Konzil von Leptinä“ bezeichnet) im Jahre 743. Als Ersatz sei die Brezel entstanden.
Regionale Brezeltypen lassen sich vor allem an ihrer Form unterscheiden. Im Laufe der Zeit wurden viele Varianten der Brezelkrümmung und -verschlingung gebildet. Bei den am meisten verbreiteten Sorten, darunter die bayerischen, österreichischen und badischen Brezeln, liegt der Ansatz der Arme weiter oben. Die schwäbischen Brezeln haben dagegen tiefer angelegte und dünnere Ärmchen. Der obere Bogen ist dafür umso dicker, auch Bauch oder Ausbund genannt. In den meisten schwäbischen und badischen Regionen wird dieser Bauch mit einem geraden Einschnitt versehen. Beim Backen führt dieser Schnitt zu einem glatten Ausbund ohne rösche Risse und macht damit die Krume hier etwas weicher. Zudem enthält eine schwäbische Brezel etwas mehr Butter (3–10 % auf Mehl) als die bayerische Brezn (max. 3 % auf Mehl), dadurch wird die letztere Sorte knuspriger.

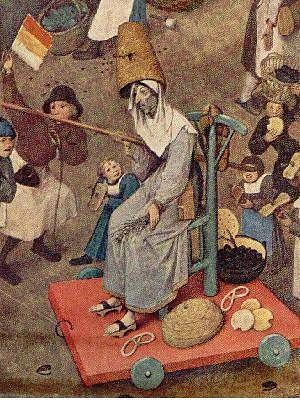
Die fahle „Fastenzeit“ im Kampf gegen den „Karneval“ mit Brezeln als Fastenspeise, Pieter Bruegel d. Ä., 1559

Die Brezel ist als eine christliche Fastenspeise überliefert. Die Verwendung der Brezel in der Fastenzeit hat Pieter Bruegel d. Ä. in einem allegorischen Bild dargestellt (Der Kampf zwischen Karneval und Fasten von 1559, Kunsthistorisches Museum Wien). Links im Bild ist die pralle, rotbackige Karnevalszeit, dem von rechts der magere, fahle Fastenzug entgegenzieht. Zwei Fastende tragen helle (ungelaugte) Brezeln.
Die ersten bekannten graphischen Darstellungen befinden sich in zwei Lektionaren mit jeweils einer Abendmahlsszene, die für das Benediktiner-Kloster Sankt Peter in Salzburg angefertigt wurden. Ihre Entstehung wird jeweils um das Jahr 1050 (MS G.44) und zwischen 1070 und 1090 (MS M.780) datiert. Beide Manuskripte befinden sich seit 1933 im Besitz der Morgan Library in New York City. In der elsässischen Enzyklopädie Hortus deliciarum ist eine höfische Tischszene mit einer Brezel abgebildet, die um 1160 entstanden sein soll (siehe Abbildung oben rechts).
Das älteste nachweisbare Bäckerwappen mit einer Brezel wird auf 1111 nach Christus datiert. Es handelt sich dabei um den großen Freiheitsbrief von Heinrich V. für die Stadt Speyer. Er erließ den Bürgern Steuern, gab ihnen Rechte und ließ dies an einem der Torbögen in der Domvorhalle des Speyerer Doms als Inschrift einmeißeln. Heute existiert von der Inschrift mit figürlich dargestellten Zunftvertretern nur noch eine späte Zeichnung von 1756. Die oberste Figur auf der linken Bogenhälfte hält offenbar eine Brezel.
Die schwäbische Gemeinde Altenriet nimmt die Erfindung der Brezel für sich in Anspruch und richtet daher seit Jahrhunderten am Palmsonntag einen Brezelmarkt aus.
Während den Ausgrabungen am Donaumarkt in Regensburg präsentierten Archäologen 2015 verkohlte Reste einer Brotzeit aus dem 18. Jahrhundert, darunter die älteste gefundene Brezel.

## Legenden

### Schwaben
Der bekanntesten Legende nach wurde die Brezel 1477 von einem Hofbäcker namens Frieder aus Bad Urach erfunden, der durch einen Frevel bei seinem Landesherrn Graf Eberhard (Eberhard im Bart) (1445–1496) sein Leben verwirkt hatte. Da der Bäcker jedoch vorher gute Dienste geleistet hatte, sollte ihm noch eine Chance gegeben werden. „Back einen Kuchen lieber Freund, durch den die Sonne dreimal scheint, dann wirst du nicht gehenkt, dein Leben sei dir frei geschenkt.“ Er gab ihm dafür drei Tage Zeit, bevor er die Todesstrafe erhalten sollte. Der Bäcker war ratlos und seine Frau verschränkte vor Kummer ihre Arme. Damit gab sie ihrem Mann die Idee für die Brezelform. Eine weitere Hilfe war ihm noch eine Katze, die aus Versehen das Backblech in die Laugenwanne (bzw. Eimer) gestoßen hatte. Die heutige Form der Brezel war jedoch schon im späten 12. Jahrhundert bekannt.

### Elsass
Ebenso beansprucht man im Elsass die Erfindung der Brezel. Diese Entdeckung wird durch eine Variation der schwäbischen Legende begründet. Bäcker Dorebaek (Thorbeck) aus Ingwiller (Ingweiler) wurde im Gefängnis von Bouxwiller (Buchsweiler) eingesperrt, weil er es gewagt hatte, öffentlich „Barbara“ (Bärbel von Ottenheim) zu beleidigen. Sie war die Mätresse des „Grafen“ (Vogtes) „Jacques Le Barbu“ (Jakob im Bart oder Jakob von Lichtenberg). Der „Graf“ war jedoch bereit, den Verurteilten freizulassen, wenn er ihm einen Laib Brot (andernorts einen Kuchen) backte, durch den man dreimal die Sonne sehen könne. Bäcker Dorebaek hatte dafür wie Bäcker Frieder in Urach nur drei Tage Zeit. Die elsässische Legende wird durch den Zusatz variiert, dass Bäcker Dorebaek von einem starken jungen Gardisten namens Jory (Jörg) Beilstein aus Uttwiller (Uttweiler) geholfen wurde. Dieser hörte das Klagen von Dorebaek aus dem Kerker im Stadtturm und riss daraufhin entschlossen einen Gitterstab aus dem Fenster. Er verbog ihn zu einer Brezel und gab ihn dem Häftling, der nach dieser Vorlage eine Teigbrezel formte.

### Bayern
Der Münchner Bäcker Anton Nepomuk Pfannenbrenner gilt als Erfinder der Laugenbrezel im Februar 1839. Er arbeitete im 19. Jahrhundert in Münchens königlichem Kaffeehaus des Hoflieferanten Johann Eilles. Pfannenbrenner verwechselte einmal Zuckerwasser als gewohntem Brezelaufstrich mit Natronlauge, die zur Reinigung der Backbleche bestimmt war. Gleichwohl entstand nach dem Backen eine wohlschmeckende Alternative. Hier liegt insofern eine Legende vor, da ein Hoflieferant namens Johan(n) Eilles nicht nachweisbar ist. Erst 1873 gründete Joseph Eilles die Firma J. Eilles, die später das Privileg eines Hoflieferanten erhielt.

## Schlingen der Brezel

### Handwerklich
Bäcker verwenden zum Schlingen von Brezeln eine spezielle Wurftechnik. Ein Teigstrang (der schwäbischen Laugenbrezel) wird mit beiden Händen auf einer Arbeitsfläche gerollt und dabei nach außen gezogen, sodass er sich an den Enden verjüngt. Dann wird der Strang – nur an den beiden Enden gehalten, gehoben und bewegt – zu einer Bucht („U“) gelegt. Mit einem schlenkernden Ruck wird diese Bucht angehoben, so dass sich ihre (verdickte) Mitte im Flug um 180° verdrillt, bis sie wieder auf der Fläche aufkommt. Danach drückt man noch die beiden Enden an den Seiten der Bucht auf.

### Maschinell
In großen Betrieben kommen auch spezielle Brezelschlingmaschinen zum Einsatz. Die im Video gezeigten Greifarme lassen jedoch die Bucht (den späteren Ausbund) auf der Fläche liegen und verdrillen nur die Enden des Strangs. Im Vergleich zum Menschen können sich die (Roboter-)Arme viel weiter verdrillen.
Durch eine Verwindung um 360° wird das von rechts kommende Ende nach Verschlingung mit dem linken wieder rechts der Mitte der Bucht angeheftet. Ist der Drall nur 180° groß, überkreuzen sich die Arme nur einfach, wie das Armpaar eines Menschen, der seine rechte Hand auf linke Schulter (und die linke gegengleich zur rechten) legt. Beide bisher genannten Brezeltypen sind an ihrer Verdrillungsstelle chiral geformt, diese kann als Doppelhelix einer Links- oder Rechtsschraube entsprechen.
Die typisch 3–5 cm kleine Variante wird aus einem Formstrang abgeschnitten. Auch aus einer Lage Teig gestanzte, ausgestochene oder formgegossene Brezeln weisen zwar eine ähnliche Kontur, doch keine Verschlingung der Arme durch Verdrillung auf. Diese sind in der Regel rechts-links-seitensymmetrisch und werden auch durch eventuell Rostabdrücke unten und stärkere Bräunung oben nicht chiral.

## Varianten
Abhängig von Regionen, Traditionen und Anlässen werden die unterschiedlichsten Brezeln gebacken. Innerhalb der einzelnen Bereiche gibt es verschieden garnierte Arten. Brezeln sind als Frischware oder Dauergebäck beliebt. Die Größen reichen von wenigen Zentimetern bis knapp einem halben Meter.

### Süße Varianten

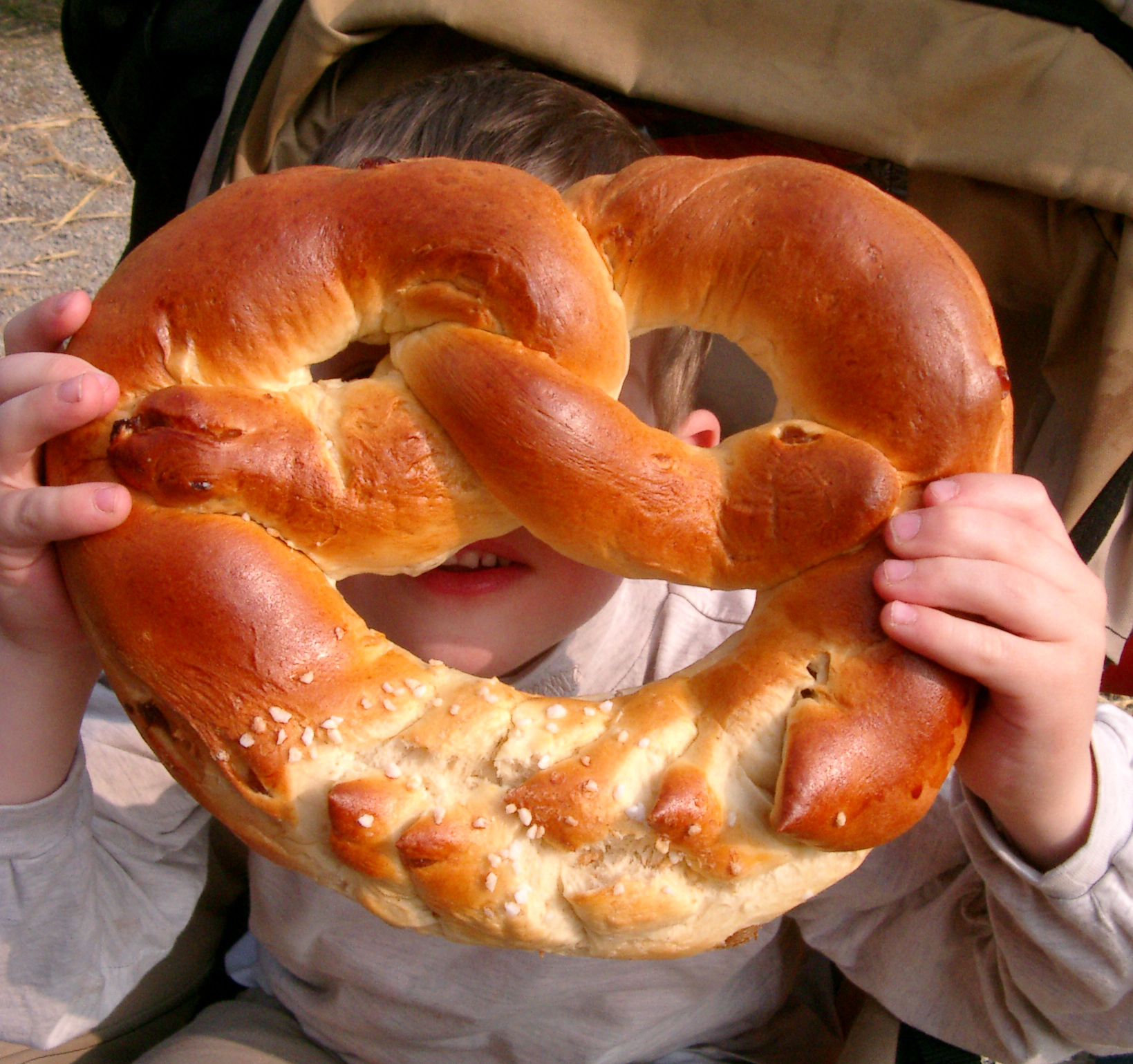
Schwäbische Palmbrezel

Denkmal Burger Brezelbäcker

Die Palmbrezel aus süßem Hefeteig wird in Teilen Schwabens am Palmsonntag gebacken.
Regional verbreitet ist auch die sogenannte Martinsbrezel, die zum St. Martinstag aus süßem Hefeteig gebacken und oft mit Hagelzucker bestreut wird. In der Regel wird sie nach gemeinsamen Martinszügen an Kindergärten oder Schulen an die Besucher verteilt. Zum Schulanfang gibt es sie in Teilen Hessens und Schwabens als Schulbrezel.
Beim Konditor findet man auch süße Brezeln, zum Beispiel die oft auch noch gewendelte Blätterteig-Nussbrezel oder die „Russenbrezel“. Im Großraum Stuttgart und weiten Teilen Württembergs sind diese süßen Brezeln – benannt nach der württembergischen Königin Olga – auch als „Olgabrezeln“ bekannt. Im Rheinland sind süße Brezeln, bei denen zwei ihrer Schlingen mit Vanillepudding gefüllt sind, eine weitere beliebte Variante. Sie heißen „Puddingbrezel“ oder „Puddingteilchen“. In der Form kleiner Brezeln wird auch Weihnachtsgebäck aus Mürbeteig gefertigt.
Die in Baden und Schwaben bekannten Neujahrsbrezeln sind ungelaugt. Sie werden meist aus einem Milchteig oder süßen Hefeteig hergestellt und sollen Glück und Wohlergehen verheißen. Sie haben einen Durchmesser von 30 cm bis über einen Meter. Sie wiegen bis zu 2,5 kg und sind meist mit Verzierungen, wie etwa einem Zopfmuster und Jahreszahlen, versehen. Dabei gibt es regional den Brauch, dass die Kinder ihre Neujahrsbrezel (zusammen mit einem Spargroschen) bei ihren Paten abholen. Ähnliche Neujahrsbrezeln kennt man auch im zentralen Rheinland. Sie ersetzen ein Frühstücksbrot und werden gern der Familiengröße entsprechend beim Bäcker vorbestellt. Sie messen etwa 40 Zentimeter bis einen Meter in der Breite und sind aus einem geflochtenen weichen Weckteig geformt. Meist werden die Neujahrsbrezeln mit etwas Zuckerguss oder grobem Zucker oder Mandelscheiben bestreut, manchmal mit Marzipan gefüllt.
Regional verbreitet sind Brezeln aus süßem Hefeteig, die in Fett ausgebacken und danach gezuckert werden – demzufolge ein Siede- oder Fettgebäck in Brezelform, das auch als Faschingsbrezel bekannt ist.
Schloss Burg an der Wupper bei Solingen ist für die Burger Brezel bekannt, deren Konsistenz und Geschmack an Zwieback erinnern. Der Mittelstrang ist vier- bis fünfmal geschlungen. Um die Zutaten machen die örtlichen Bäcker ein Geheimnis. So heißt es im Volksmund, die Burger Brezeln seien aus „Wupperwasser und Lehm“. Es gibt sie auch in großer Form; diese Brezeln haben ein Bändchen, so dass man sie um den Hals hängen kann. In Unterburg steht ein Denkmal für die Brezelbäcker, die früher ihre Waren in Kiepenkörben auslieferten.

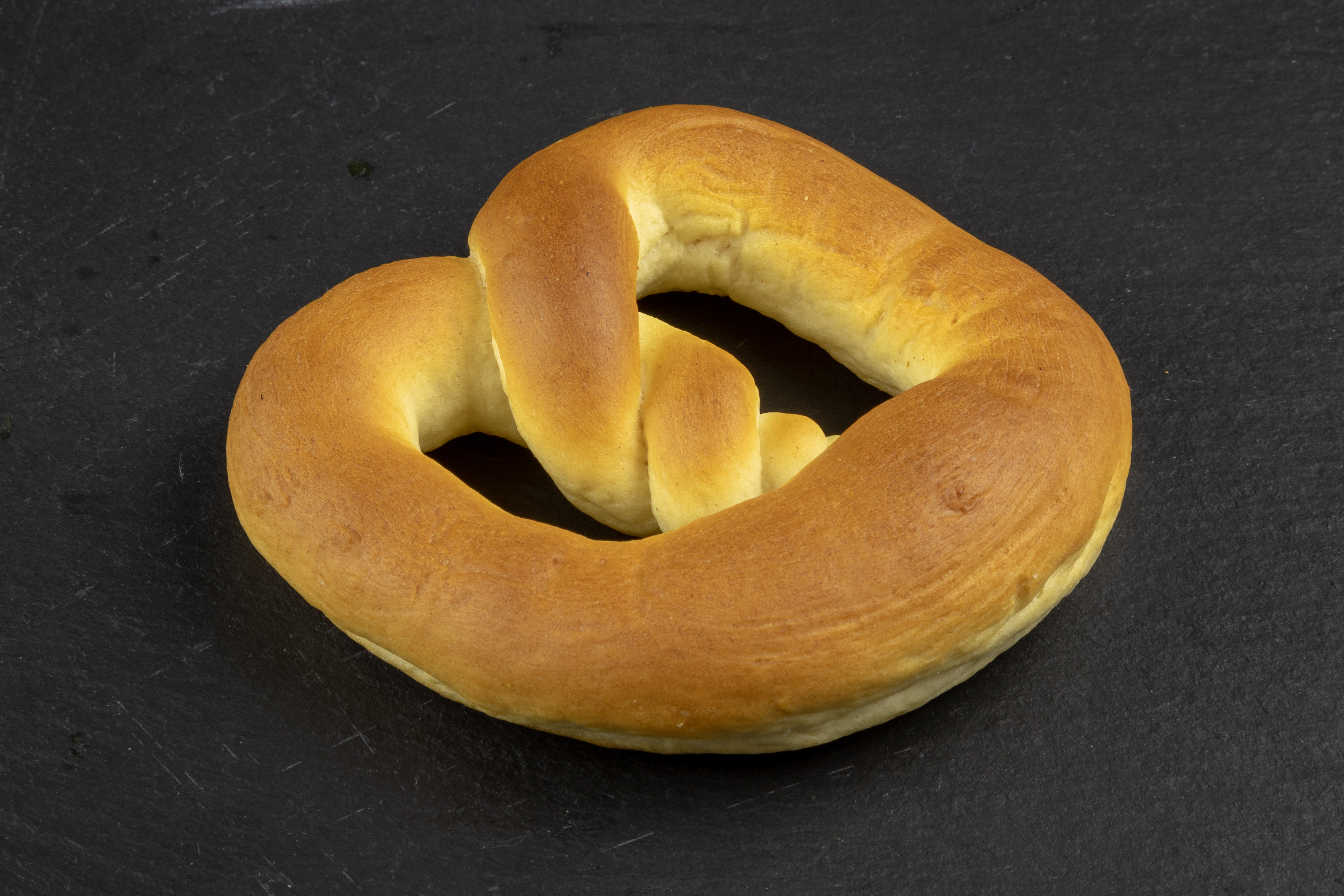
Burger Brezel
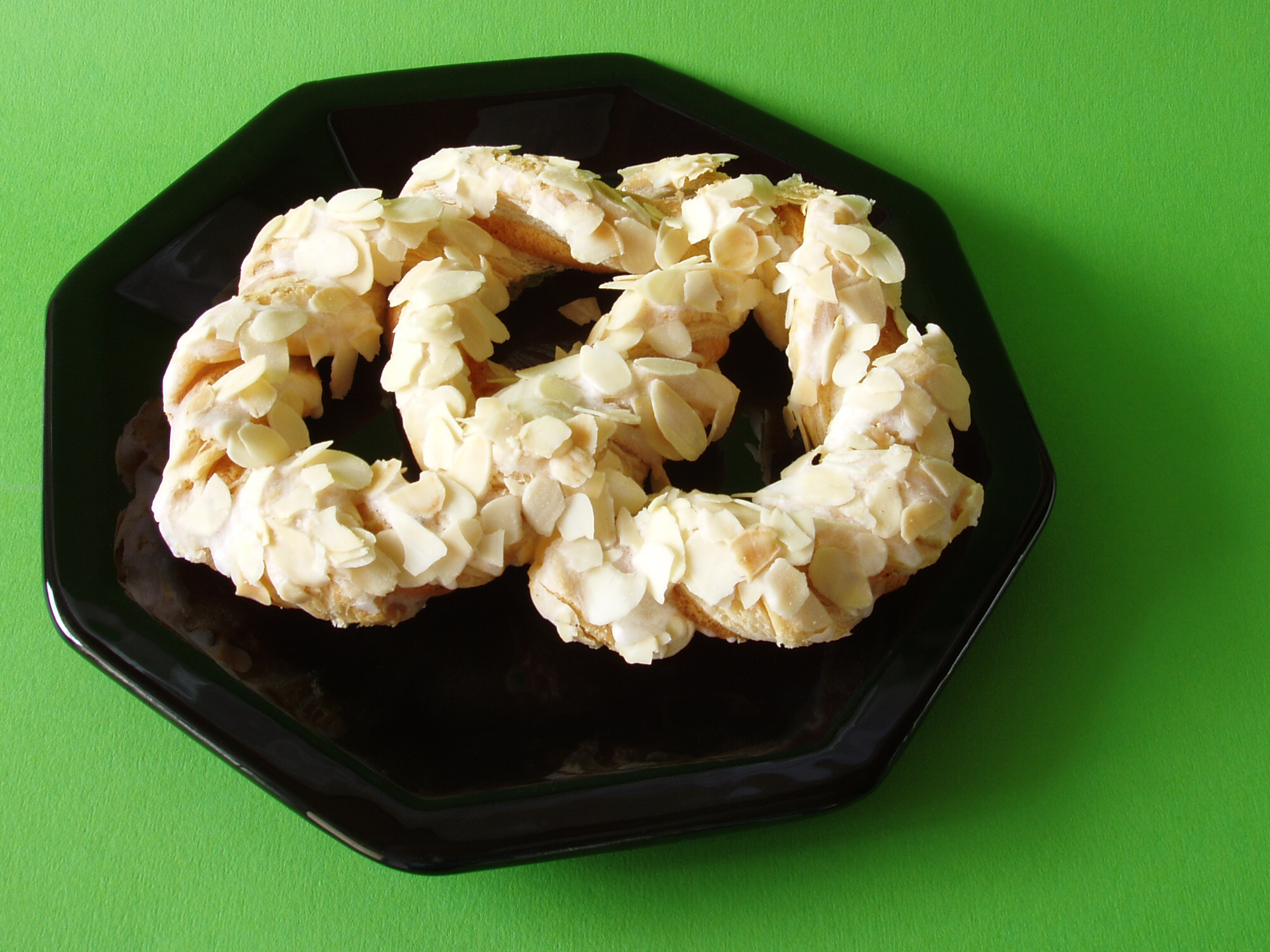
Russen- oder Olgabrezel
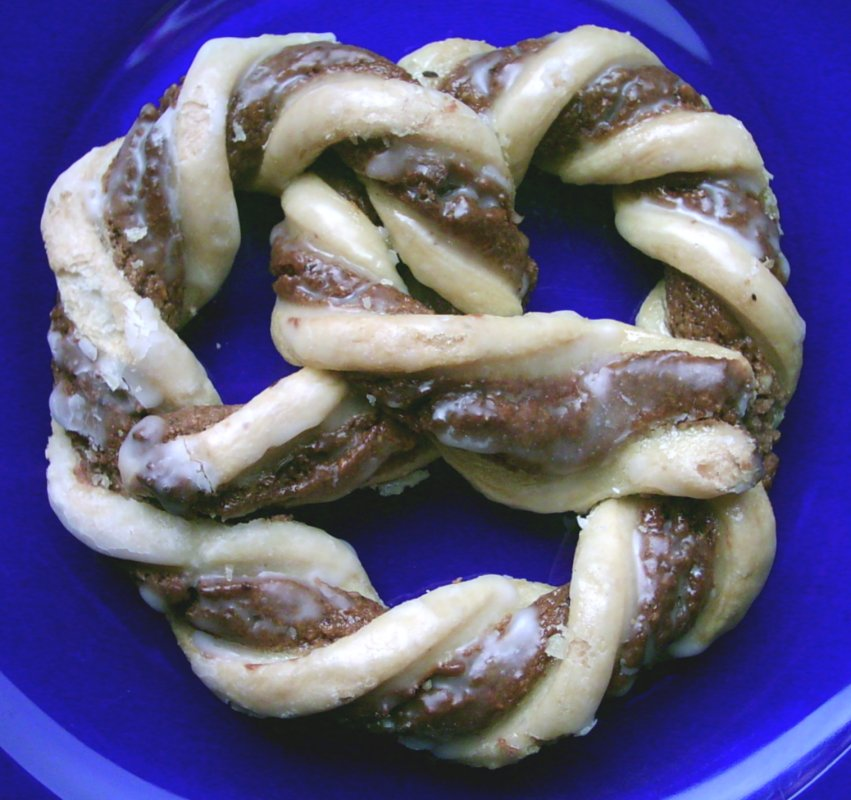
Blätterteig-Nussbrezel
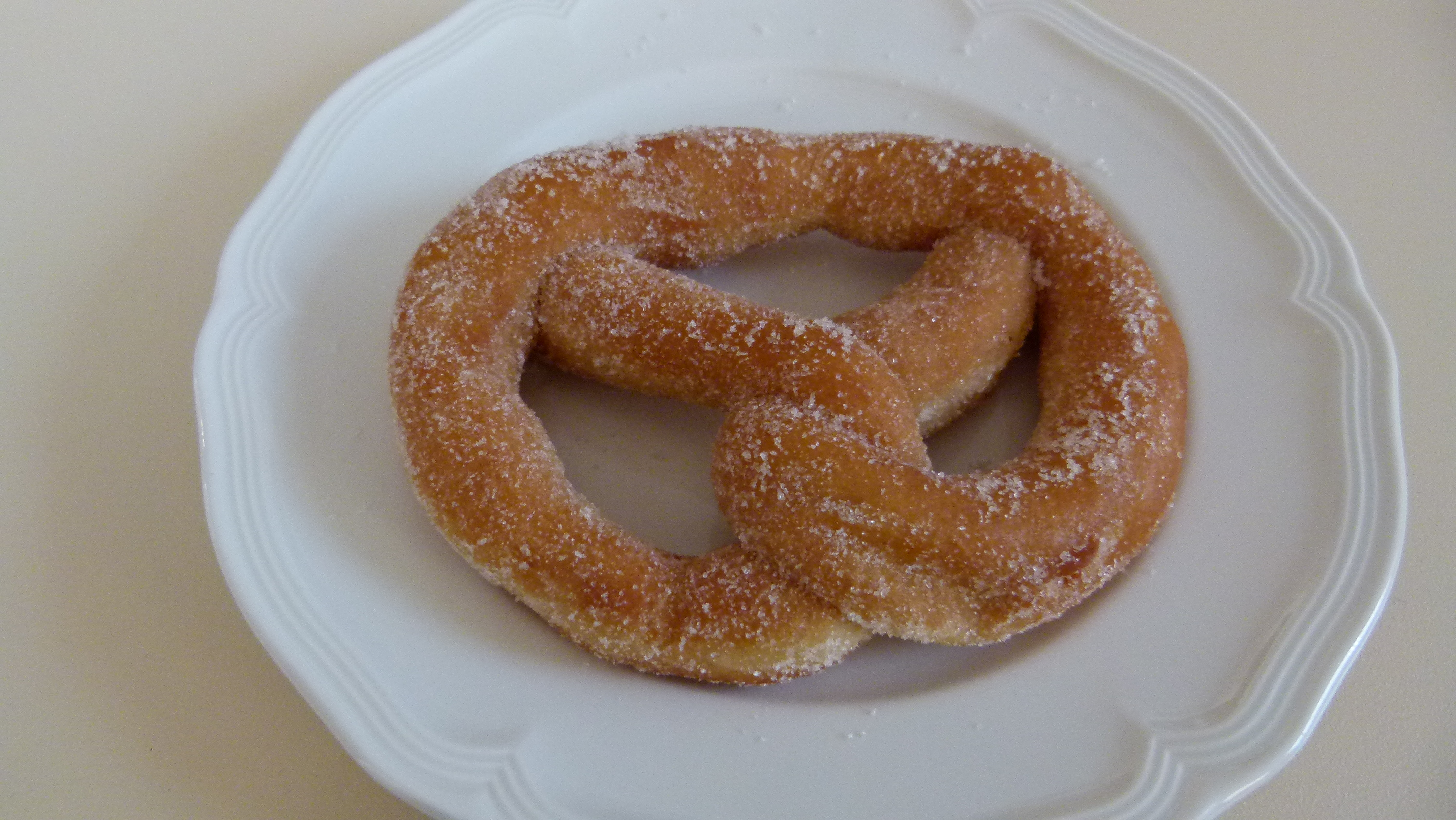
Pfannkuchenbrezel – Brezel aus süßem Hefeteig

### Salzige Varianten

#### Laugenbrezel

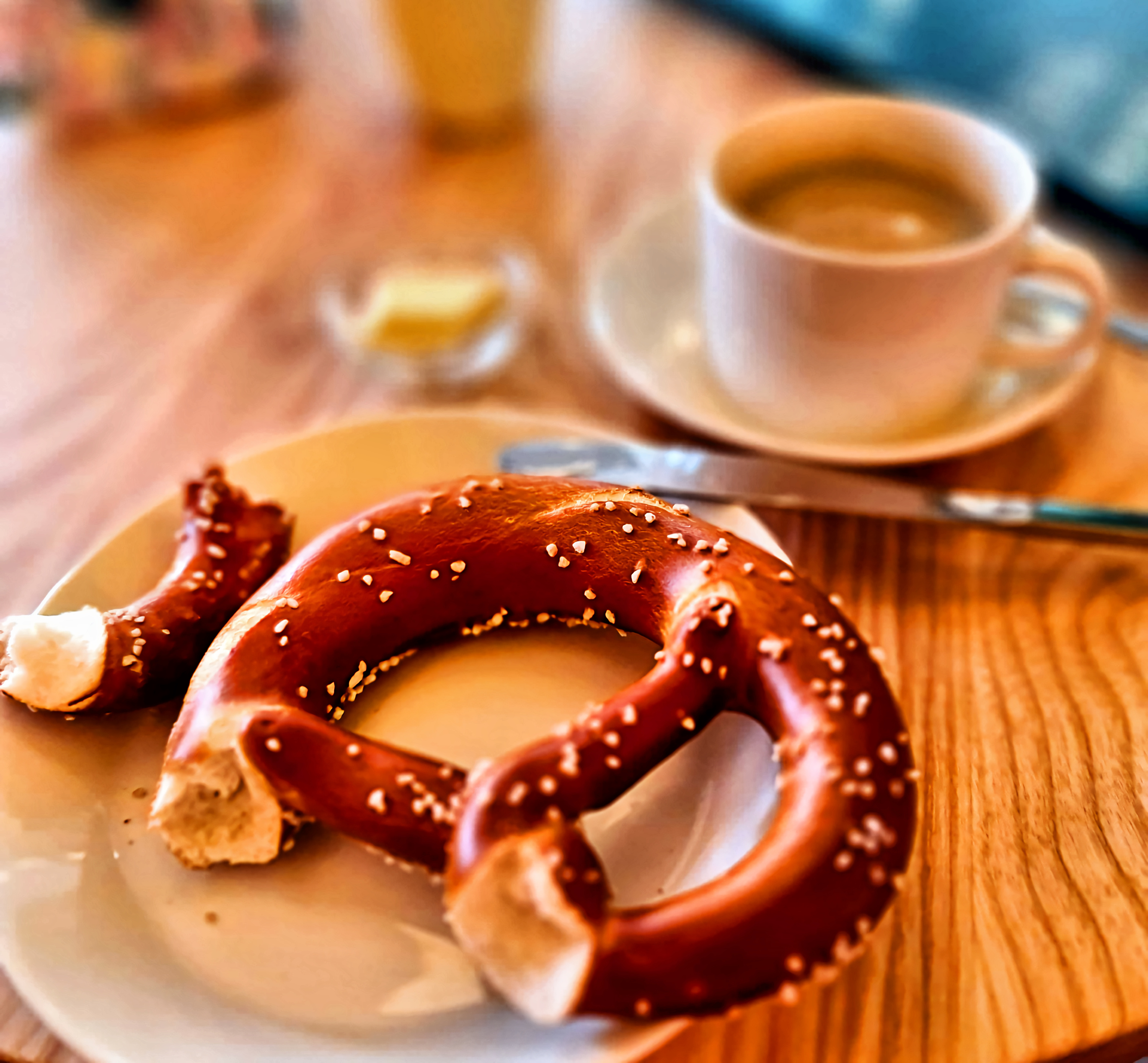
Breznfrühstück mit Butter und Kaffee

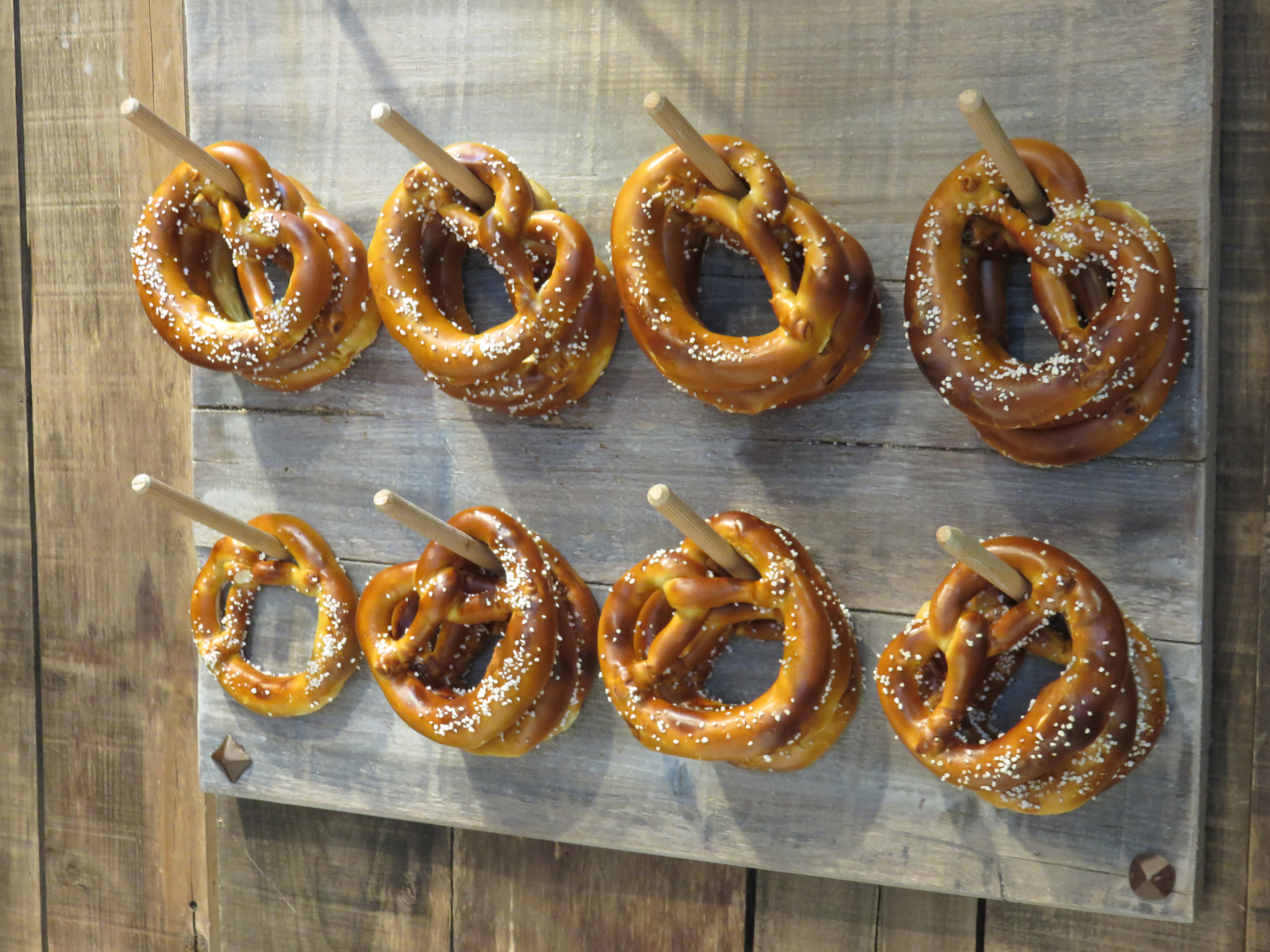
Elsässische Bretzels mit Hagelsalz auf Stangen gehängt

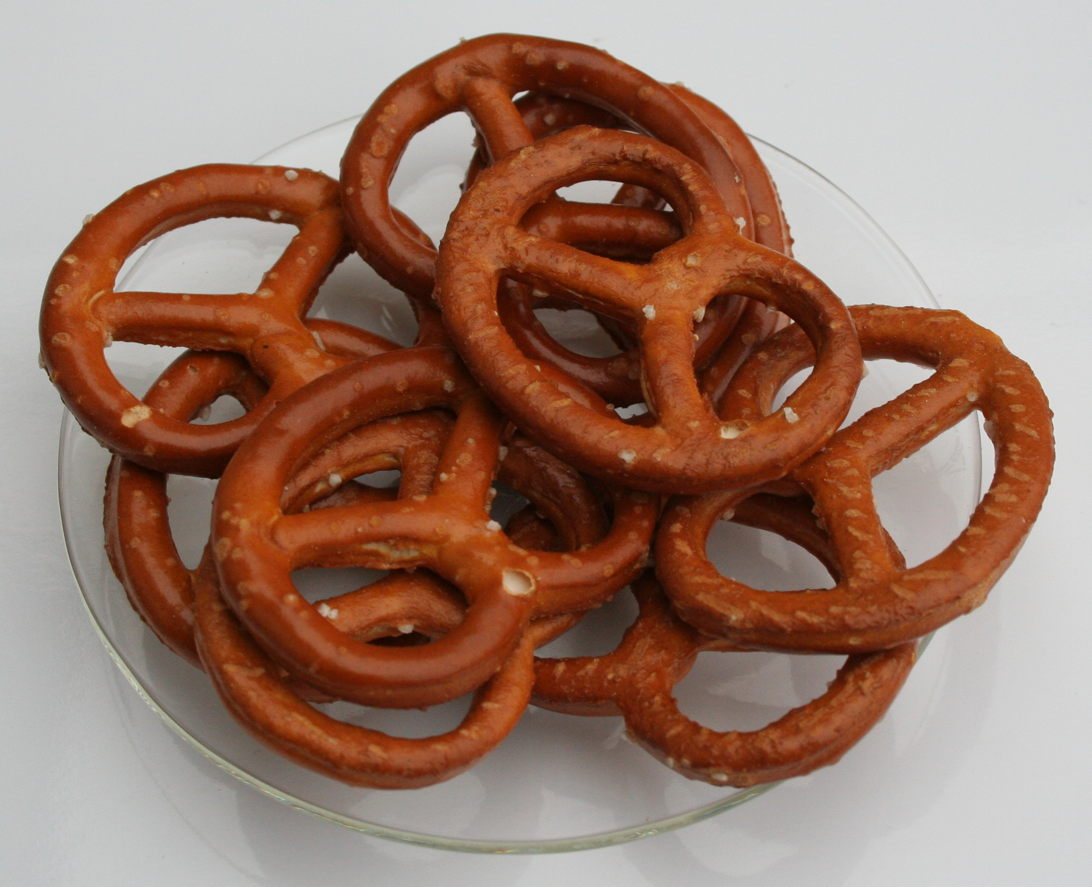
Salzbrezelchen

Die typische Brezel-Variante von heute ist die Laugenbrezel. Eine Laugenbrezel besteht traditionell aus Weizenmehl, Malz, Salz, Backhefe, Fett (Margarine, Butter) und Wasser. In manchen Regionen wird auch Schweineschmalz zugegeben. Varianten sind aus Vollkorn-, Dinkel- oder Mischmehlen erhältlich. Zum Bestreuen des gelaugten Teigkörpers vor dem Backen verwendet der Bäcker Salz in verschiedenen Körnungen oder Kümmel oder auch Ölsaaten wie Sesamsaat. Die Teigführung von Brezelteigen ist aufgrund der langen Aufarbeitungszeit, im Unterschied zu anderen Hefeteigen, meist sehr fest und kühl. Die Netto-Teigausbeute liegt hierbei bei etwa 150.
Die Brezel wird vor dem Backen für wenige Sekunden in 3–5%ige Natronlauge (E 524), (pH-Wert 13–14) getaucht. Beim Backen reagiert das Natriumhydroxid durch die Wärmeeinwirkung mit dem Teig an der Oberfläche des Gebäcks. Die Hydrolyse von Proteinen im Teig beschleunigt und fördert die Maillard-Reaktion (Bräunungsreaktion). Die Brezel erhält dadurch die für Laugengebäck typische braune Färbung und dessen speziellen Geschmack.
Die Verwendung von unbeschichteten Backblechen aus Aluminium zusammen mit der Natronlauge führt häufig zu einer Kontamination; dieses Problem tritt auch bei Alufolie auf. Das Bayerische Landesamt für Gesundheit und Lebensmittelsicherheit (LGL) hatte 2014 bei 21,3 % der geprüften Laugengebäcke zu hohe Aluminiumgehalte „beanstanden“ müssen. Die Verwendung von Aluminium-Backblechen wird von den Betrieben mit einer besseren Wärmeübertragung vom Aluminiumblech zum Teigling begründet. „Aluminium hat eine etwa 10- bis 15fach höhere Wärmeleitfähigkeit im Vergleich zu Edelstahl.“
Eine Untersuchung nach Aluminiumkonzentrationen im Laugengebäck im Jahr 2020 durch das Lebensmittel- und Veterinärinstitut (LVI) Braunschweig/Hannover beim Niedersächsischen Landesamt für Verbraucherschutz und Lebensmittelsicherheit (LAVES) ergab eine Verringerung der Aluminiumgehalte. Gemessen an der Vorgabe des Bundesinstituts für Risikobewertung (BfR) für zulässige Aluminiumgehalte von weniger als 10 mg/kg lagen alle Proben unterhalb dieses Richtwerts.
Idealerweise hat der in sich symmetrisch verschlungene Teigstrang der Laugenbrezel außen eine knusprig-ledrige Salzkruste und innen einen weichen Hefeteigkörper. Weiterhin ist eine ideal gebackene schwäbische Laugenbrezel am sanft geschwollenen Bauch etwas aufgesprungen und saftig, in den dünnen Teigarmen kross, aber nicht trocken. Die übliche Größe beträgt etwa 15 cm im Durchmesser des Gebäckteiles, bei einem Durchmesser des Teigstranges von knapp einem bis vier Zentimeter.
In Privathaushalten wird die Natronlauge oft durch eine weniger gefährliche und leichter zu erhaltende Soda-, also Natriumcarbonatlösung (E 500) ersetzt. Diese kann durch Kochen einer Lösung von Natron (NaHCO3 in Wasser) hergestellt werden, wobei CO2 entweicht:
{\displaystyle \mathrm {2\ NaHCO} _{3}(aq)\longrightarrow \mathrm {Na} _{2}\mathrm {CO} _{3}(aq)+\mathrm {CO_{2}} (g)+\mathrm {H_{2}O} }
Laugenbrezeln werden häufig „belegt“ angeboten. Die Butterbrezel, eine aufgeschnittene und mit Butter bestrichene Brezel, ist vor allem im süddeutschen Raum als Imbiss beliebt. Daneben gibt es beispielsweise noch Belag mit verschiedenen Käsesorten, Leberwurst, Schinken.
Besonders zur Wiesnzeit, wenn in München das Oktoberfest gefeiert wird, begegnen einem auch wesentlich größere Wiesnbrezn. Diese Breze ist im Stil der Münchner Brezn, die im Vergleich zu ihren schwäbisch-alemannischen Nachbarn eine etwas hellere Kruste (hellgelb bis gebräunt statt rotbraun oder dunkelbraun) und eine schon eher in Richtung frisches Weißbrot oder Semmeln gehende Konsistenz aufweisen. Sie eignen sich damit beispielsweise gut zum Auftunken von Bratensaft. Die für das Allgäu typische Bretzga weist dagegen ein lange feucht bleibendes Inneres auf, das am ehesten mit dem einer ähnlich hergestellten Laugensemmel vergleichbar ist.
In früheren Zeiten stellten die Bäcker eine Lauge mit folgenden Bestandteilen her: Buchenasche, Zwiebel- und Eierschalen wurden in Salzwasser ausgekocht. Vermutlich tauchte man die Brezeln schon seit dem 12. Jahrhundert vor dem Backen in kalte oder heiße Natronlauge.

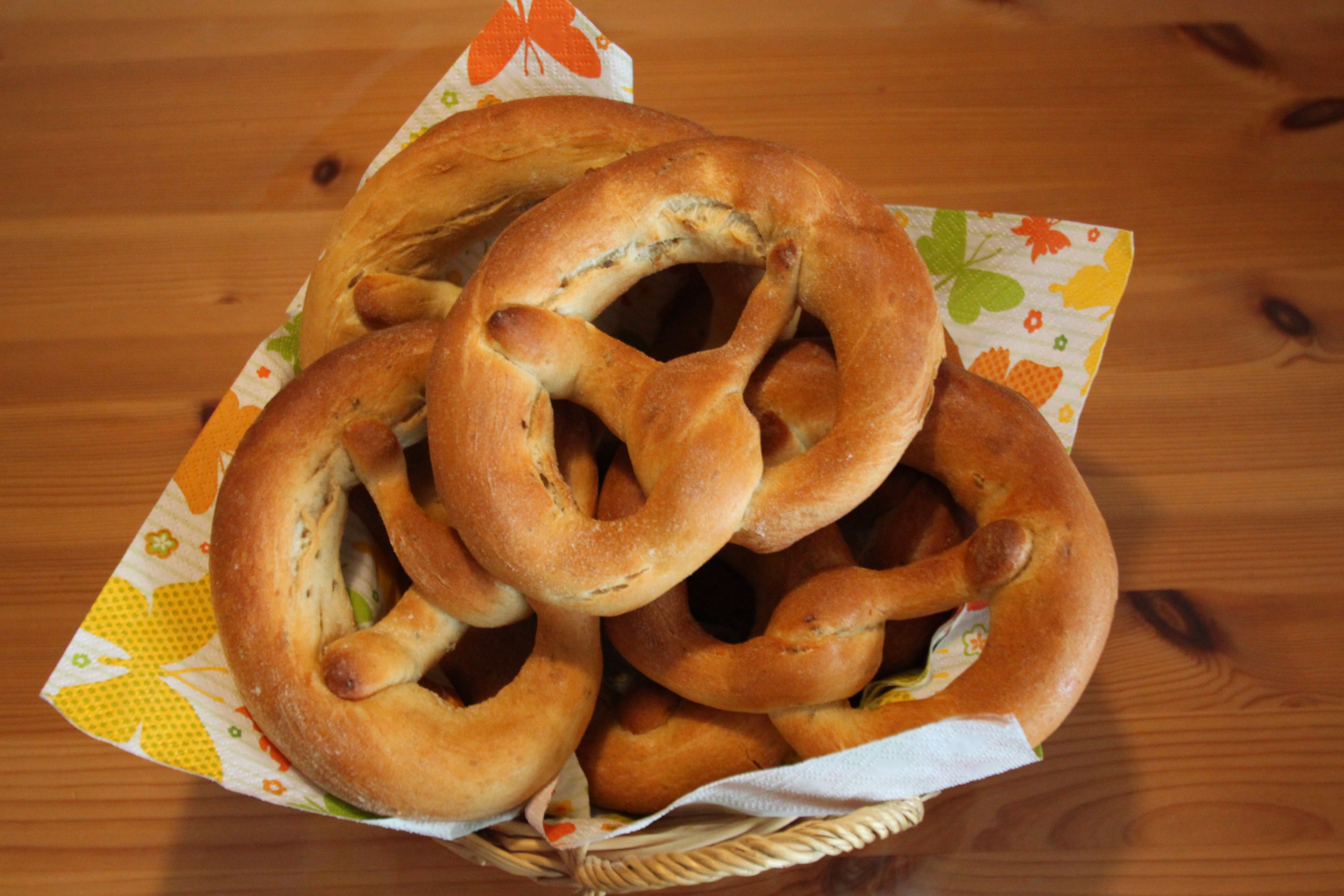
Weidenberger Anisbrezen

#### Anisbrezen
Die Anisbrezen ist ein typisch oberfränkisches Gebäck, dessen Teig reichlich Anis zugegeben wird. Die Arme dieser eher hellen und weichen Breze werden aus einem dickeren, fast gleichmäßigen Strang gezogen. Anisbrezen sind ganzjährig oder in manchen Regionen eingeschränkt traditionell nur vom 30. November bis Aschermittwoch (oder Gründonnerstag) erhältlich.

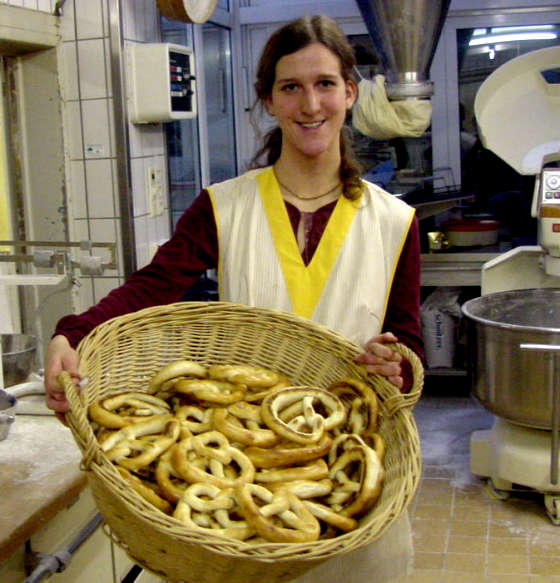
Biberacher Fastenbrezeln

#### Fastenbrezeln
In Biberach an der Riß werden in der Fastenzeit, hier nach Weihnachten bis Ostern, weiße Fastenbrezeln angeboten (schwäbisch: Faschdabrezga). Vor dem Backen taucht man sie anstelle von Natronlauge kurz in heißes Wasser, erst nach dem Backen werden sie feinkörnig gesalzen. Der Legende nach hatte ein Lehrbub vergessen, die Lauge anzusetzen, woraufhin der erboste Meister die Teigbrezeln in einen Bottich mit kochendem Wasser warf statt in Lauge. Fastenbrezeln wurden erstmals 1598 in einem Brief erwähnt. Der damalige Biberacher Bürgermeister Heinrich von Pflummern gelobte darin, alljährlich zur Fastenzeit den Aussätzigen am Stadtrand im Magdalenenhospital Fastenbrezeln zu stiften.
Ungelaugte Brezen gibt es das ganze Jahr über auch in mehreren Gegenden von Bayern, vor allem in Niederbayern; hier werden sie mit Salz und Kümmel bestreut. Im südlichen Oberbayern werden diese Brezen auf die Palmbuschen gehängt. Eine leichte Abwandlung davon findet man in Oberfranken rund um Bamberg: die Brezeln bestehen aus einem weißen Brötchenteig und werden normal im Ofen gebacken. Danach wird die Oberseite mit Wasser bestrichen und in Salz getaucht. In den dortigen Bäckereien trägt diese Art den Namen Breze (wohingegen in vielen Teilen Deutschlands unter Breze eine Laugenbreze verstanden wird).
In der Schweiz heißen sie Fastenwähe.

#### Partybrezel

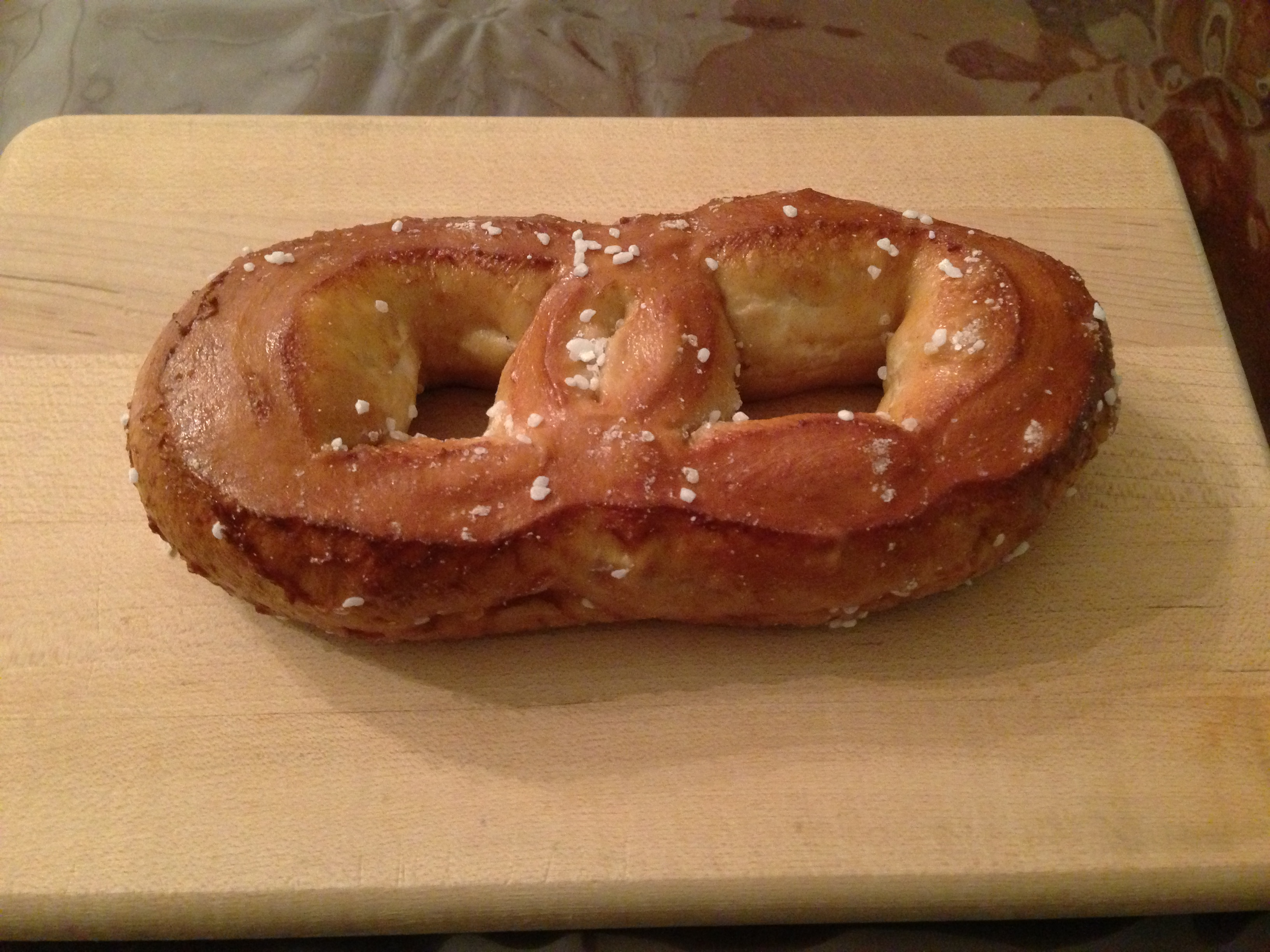
Weiche Pretzel aus Philadelphia

Eine weitere beliebte Variante ist die Partybrezel. Es handelt sich hier um eine große Brezel (Durchmesser von bis zu 50 cm oder mehr), die wie ein Brötchen belegt wird. Bei der Bestellung kann man meist die Anzahl der Personen angeben, für die die Brezel bestimmt ist. Dementsprechend wird dann der Umfang angepasst. Die größten Brezeln sind für rund 30 Personen gedacht.

#### Pretzels
In den USA sind Pretzels vor allem als Salzbrezeln (ähnlich den Salzstangen) aus der Tüte bekannt. Dort gibt es sie mit Füllungen und Belägen (auch auf Brezelstückchen) in süßen und herzhaften Varianten wie Käse und Schokolade. Die beiden Marktführer sind „Rold Gold“ und Snyder’s of Hanover. In Philadelphia werden sie dagegen weich und frisch gebacken und mit Senf serviert.

## Geschützte geografische Bezeichnung

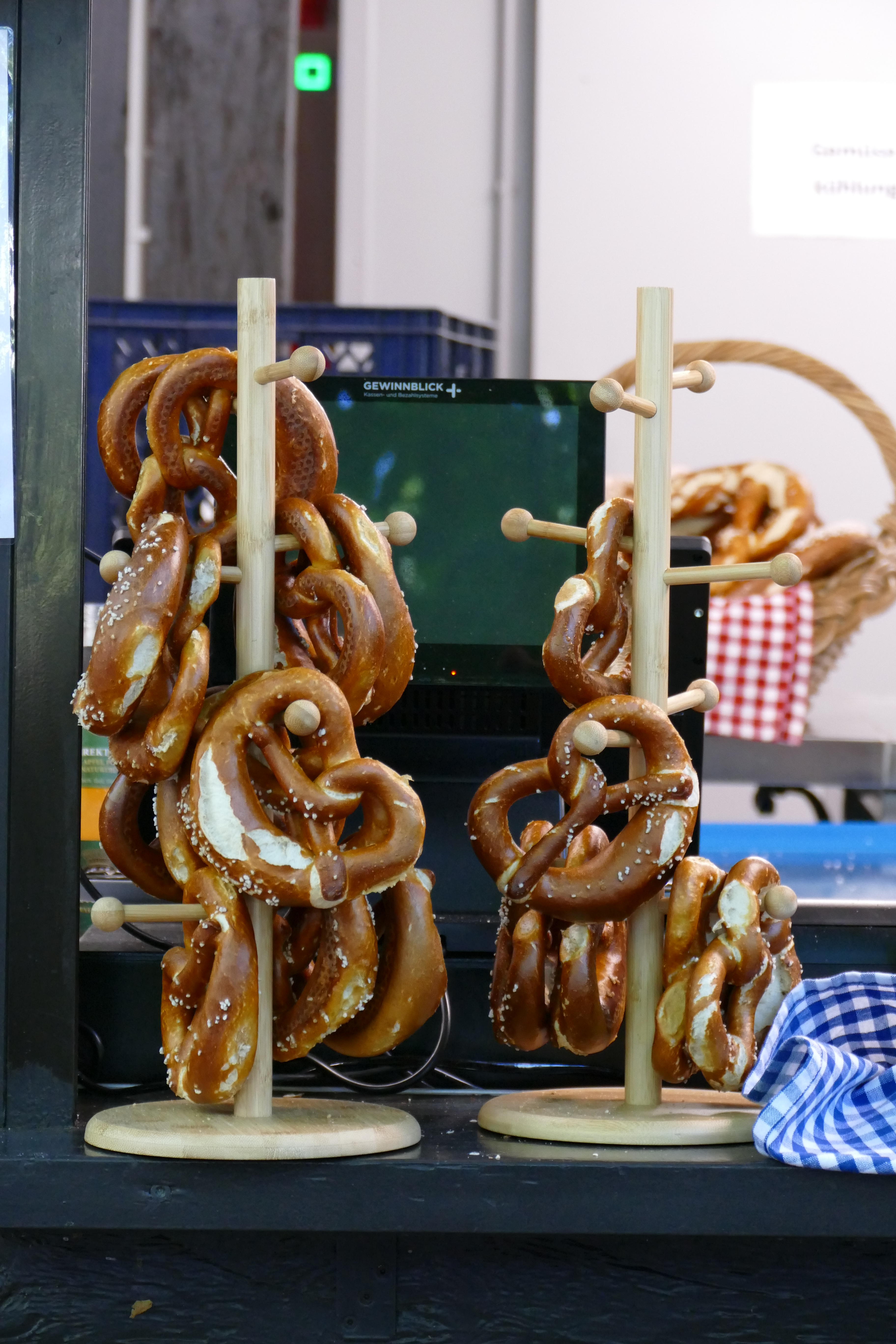
Bayerische Brezn an Brezelständern in einem Biergarten

Seit 13. März 2014 sind die Bezeichnungen „Bayerische Breze“ sowie „Bayerische Brezn“, „Bayerische Brez’n“ und „Bayerische Brezel“ als geschützte geographische Angaben nach europäischem Recht eingetragen (EU-VO Nr. 161/2014). Sie dürfen nur für Produkte verwendet werden, die in Bayern hergestellt wurden und der eingetragenen Spezifikation entsprechen; auch Tiefkühlteiglinge fallen unter den Bezeichnungsschutz. Der Spezifikation zufolge handelt es sich um glänzende, kupferbraune Laugenbrezeln aus Hefeteig, die mit Salz, Mohn-, Sesam-, Kürbis- oder Sonnenblumensamen oder Käse bestreut sein können.
Im Gegensatz zur schwäbischen Brezel ist der Bogen nicht eingeschnitten, sondern hat einen wilden Ausbund, die Arme sind dicker und setzen höher am Bogen an. Die Spezifikation verwendet durchgängig die Bezeichnung „Breze“ (jedoch „Schwäbische Brezel“); die Schreibweise mit Apostroph soll auf Betreiben des Bundesjustizministeriums aus markenrechtlichen Erwägungen mitgeschützt worden sein.

## Veranstaltungen und Heraldik

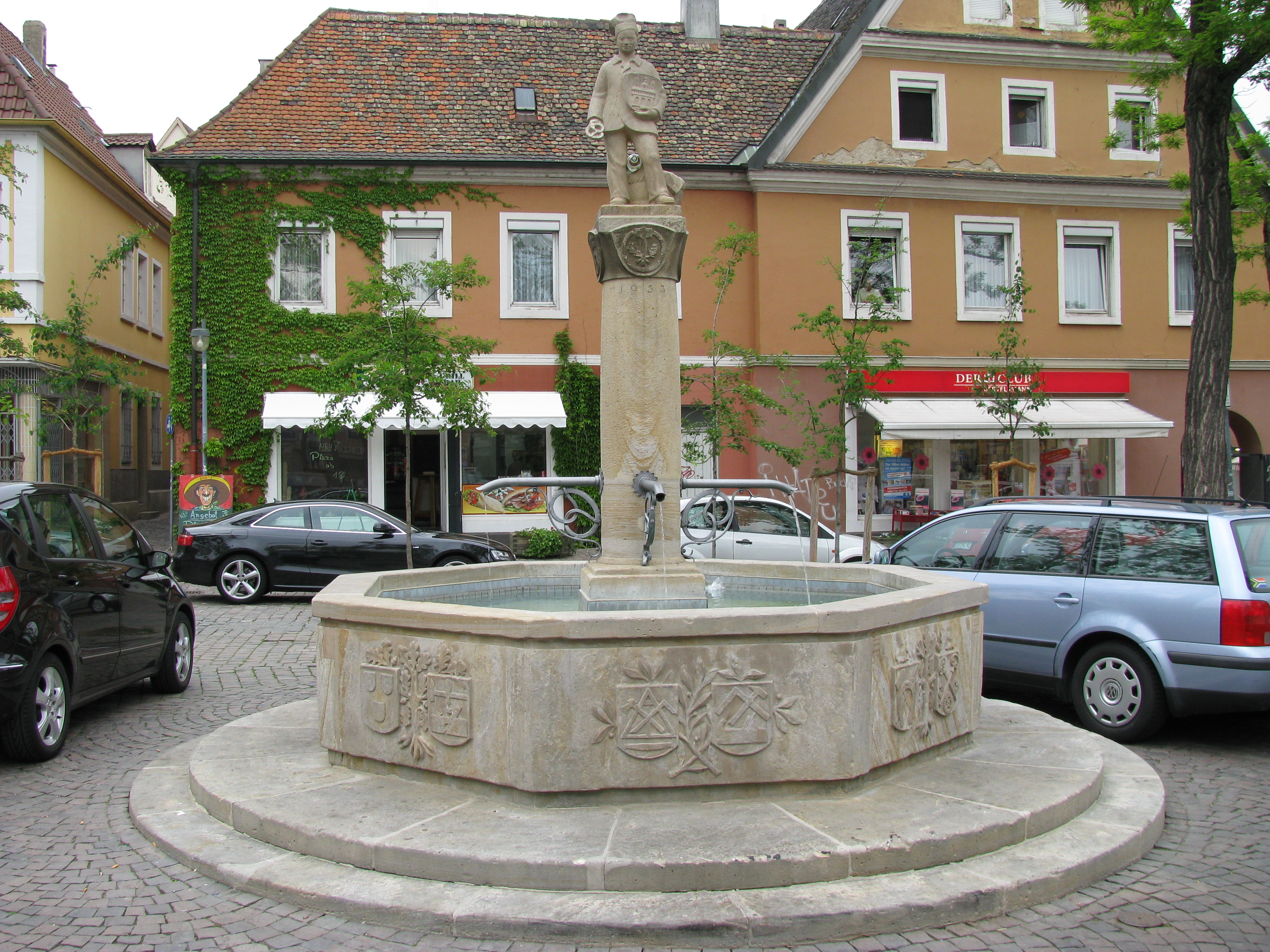
Handwerkerbrunnen auf dem Wochenmarkt Königsplatz in Speyer mit der Statue eines Brezelbuben

Eines der größten Volksfeste am Oberrhein ist das sechstägige Speyerer Brezelfest am zweiten Wochenende im Juli, das seit 1910 ganz im Zeichen der Brezel steht. Dazu wurde auch eine Brezelsupp mit Pfälzer Wein erfunden. Im Mainzer Stadtteil Bretzenheim findet alljährlich das Brezelfest statt, bei dem auch die Brezelkönigin gekürt wird. Im Bretzenheimer Ortswappen ist eine Brezel abgebildet, wie auch in Bretzenheim an der Nahe, Nieder-Ramstadt oder Altenriet – weitere siehe Brezel (Heraldik).
Jährlich am Palmsonntag wird in Altenriet südlich von Stuttgart der Altenrieter Brezelmarkt gefeiert. Ebenfalls am Palmsonntag richtet man im schwäbischen Heldenfingen um die Karstquelle Hungerbrunnen den Brezgenmarkt aus, der erstmals 1533 urkundlich erwähnt wurde.

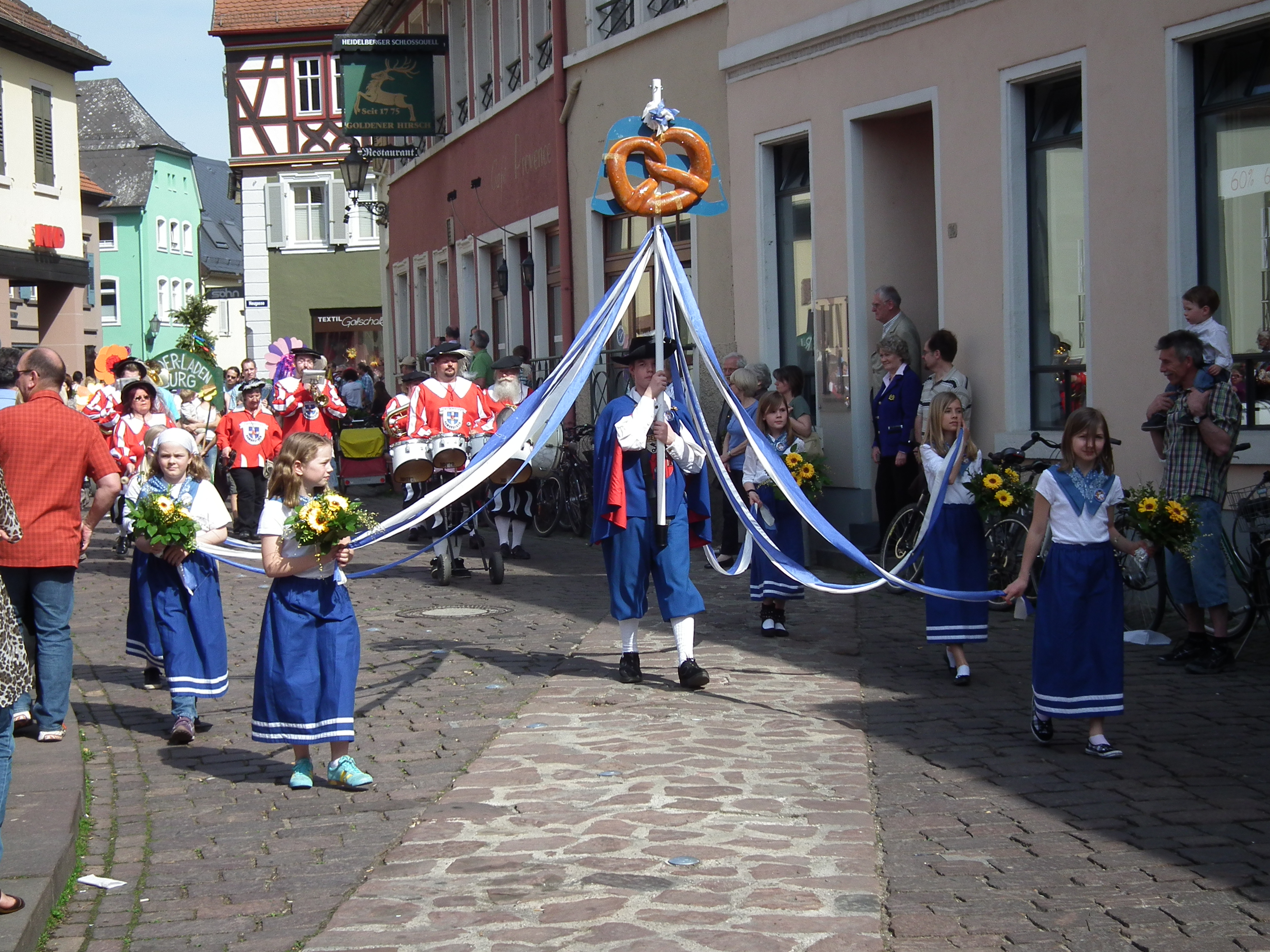
Sommertagszug mit Brezelbub und Blumenkindern am Bänderbaum im badischen Ladenburg

In der Kurpfalz und den angrenzenden Gebieten wird im Frühjahr ein Sommertagszug veranstaltet, bei dem Kinder oder Jugendliche mit einem geschmückten Stecken dem Sommertagszug vorangehen. Auf dessen Spitze wird eine ungelaugte Brezel aus süßem Hefeteig gesteckt oder gebunden, die sogenannte Sommertagsbrezel.
Von 1318 bis 1801 ritt einmal im Jahr der Brezenreiter durch München, der Brezen verteilte und eine aus einer Familienstiftung finanzierte Spende am Heilig-Geist-Spital von ca. 3000 Brezen für die Armen der Stadt ankündigte. Ab 2005 wurde diese Tradition von einer Privatinitiative wiederbelebt.
Beim Münchner Oktoberfest werden drei Mal so große Brezn als Wiesnbrezn angeboten. Während eine durchschnittlich große Brezel um 83 Gramm wiegt, ist eine Wiesnbrezn mindestens 250 Gramm schwer. Bis 1996 konnten die Wiesnbrezn den ganzen Tag über von außerhalb angeliefert werden. Doch „in diesem Jahr gab es einen riesigen Besucher-Andrang“. Daher schränkte die Stadt den Lieferverkehr ein, nun dürfen nur noch bis 8 Uhr Waren gebracht werden. Der Bäckermeister und Breznbäcker Oswald Piller konnte die Stadtverwaltung davon überzeugen, frische Brezn mit einer mobilen Brezelschlingmaschine vor Ort zu backen. Mehrere Schlingmaschinen und Zubehör hatte Piller erfunden und patentiert. Piller ist neben Höflinger Müller die einzige Wiesn-Bäckerei, die auf dem Festgelände backen darf.
Bei der Kringelhöge, dem Fest der Stecknitzfahrer in der Hansestadt Lübeck, werden seit dem Mittelalter Kinder mit Kringeln (norddeutsch: Brezeln) erfreut (högen: freuen). Zur Erinnerung an den Westfälischen Frieden von 1648 wurde ab 1948 in Osnabrück (Niedersachsen) ein Brauch etabliert, Kinder beim Steckenpferdreiten mit süßen Brezeln zu beschenken.
Eine Besonderheit im oberfränkischen Marktflecken Weidenberg und Umgebung sind die Brezenwochen: In der Faschingszeit werden Anisbrezen gereicht.
Ein Volksfest zu Ehren der Brezel findet seit 1883 etwa alle drei Jahre in Bottrop-Kirchhellen statt. Wer dabei eine Riesenbrezel mit einem Holzknüppel von einer Stange abwirft, wird neuer Brezelkönig der sogenannten Brezelbrüder.

## Symbolwert der Brezel

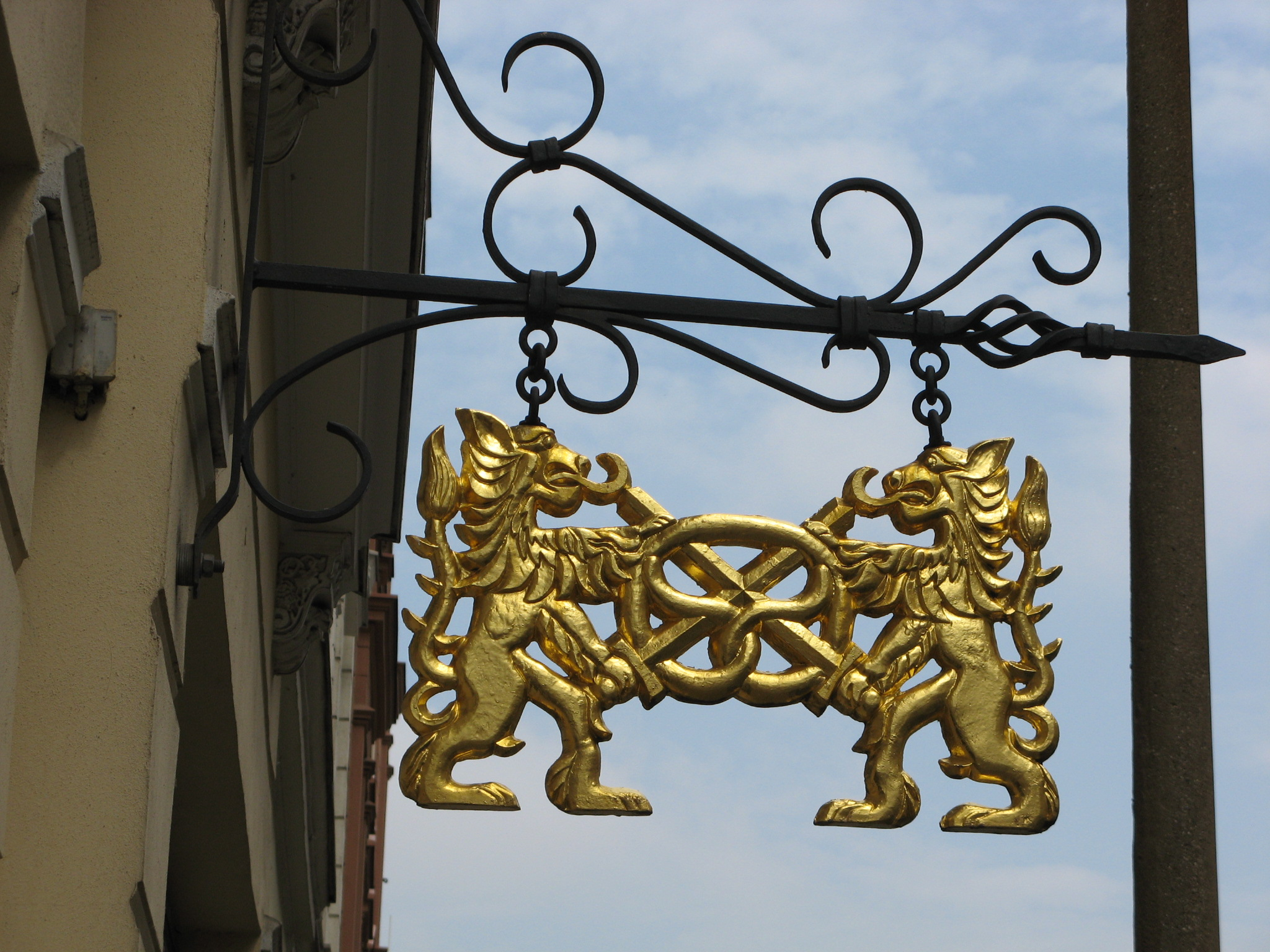
Wahrzeichen einer Bäckerinnung als Nasenschild in Görlitz

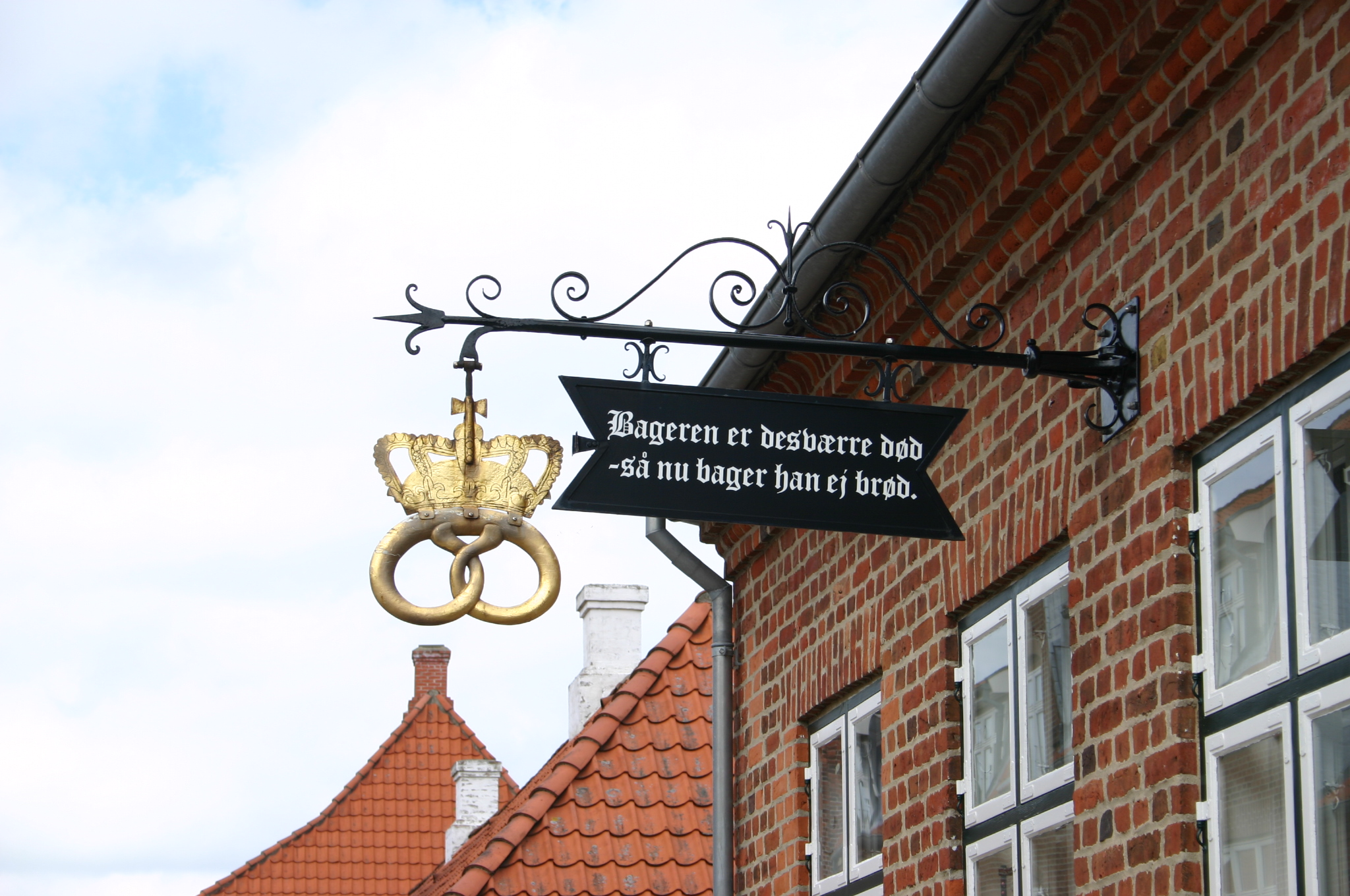
Nasenschild einer ehemaligen dänischen Bäckerei in Viborg.
Bageren er desværre død – så nu bager han ej brød. („Leider ist der Bäcker tot – daher backt er jetzt kein Brot.“) Inschrift von Peter Seeberg

Die Brezel ist ein traditionelles Zeichen des Bäckerhandwerks. Abbildungen von Brezeln gibt es von Anfang an in den Zunftzeichen der Zünfte und heute in den Wappen von Bäckerinnungen und auf den Ladenschildern von Bäckereien. Dachverbände wie der Zentralverband des Deutschen Bäckerhandwerks führen eine Brezel ebenso in ihrem Signet wie auch die Akademie Deutsches Bäckerhandwerk Weinheim. Weitere Landesverbände mit einer Brezel in den Wappen sind die Bager- og Konditormestre i Danmark (= Bäcker- und Konditorenmeister in Dänemark), der Baker- og Konditorbransjens landsforening (BKLF) (= Nationaler Verband der Bäcker- und Konditorenbranche [von Norwegen]), Sveriges bagare och konditorer (= Schwedens Bäcker und Konditoren), der Suomen Leipuriliitto ry (= Finnischer Bäckerverband), der Eesti leivaliit (= Estnischer Brotverband / Estonian Association of Bakeries), der Latvijas Maiznieku biedrība (= Lettischer Bäckerverband), der Stowarzyszenie Rzemieślników Piekarstwa Rzeczpospolitej Polskiej (= Verband der Bäcker-Handwerker der Republik Polen), der Svaz pekařů a cukrářů v České republice (= Verband der Bäcker und Konditoren in der Tschechischen Republik), der Slovenský zväz pekárov, cukrárov a cestovinárov (= Slowakischer Verband der Bäcker, Konditoren und Nudelmacher) und der Magyar Pékszövetség (= Ungarischer Bäckerverband). Ebenso nahmen industrielle Backwarenhersteller wie die Großbäckereien Kamps und Ditsch Brezelbilder in ihren Firmenlogos auf.

### Bezeichnungen
In Bayern wird die Bezeichnung Brezn vielerorts synonym für gelaugtes Gebäck gebraucht, also Brezn-Stangerl, Brezn-Semmerl, Brezn-Zopf für gelaugtes Kleingebäck in der jeweiligen Form.
Wegen ihres hohen Symbolwertes und ihrer Beliebtheit wird die Brezel als Name für die verschiedensten Dinge verwendet. So gibt es wohl nicht nur in München (Brezn) und Neustadt an der Weinstraße (Brezel) gleichnamige Gasthäuser.
2003 legten französische Biologen zur Erforschung des oberen Regenwald-Biotops von Panama eine relativ leichte, aufblasbare Station auf die Baumkronen. Der Ausguck hatte die Form dreier ineinander verschlungener Schlauchringe – verbunden mit einem grünen Netz, das als begehbare Plattform diente. Da die Konstruktion an eine Brezel erinnerte, nannte die Forschergruppe diese Beobachtungsstation SolVin-Bretzel.
Für eine Wohltätigkeitsveranstaltung der UNICEF wurden 2004 in München Peace-Brezn in Form des Peace-Zeichens gebacken und verkauft. Von 1999 bis 2017 arbeitete am Fachbereich Sprach- und Literaturwissenschaft der Universität Bremen das Bremer Zentrum für Literaturdokumentation in der Germanistik, das sich abgekürzt ebenfalls BreZeL nannte. Für VW Käfer der ersten Bauserien hat sich wegen des senkrecht geteilten Heckfensters der Begriff „Brezelkäfer“ eingebürgert.

### Redewendungen
In Altbayern und Österreich ist eine Brezn, die man „reißt“, ein zumindest mittelschwerer Sturz oder Unfall, bei dem es einen zerbrezelt. Dieses Verb bedeutet daher „stürzen, verunfallen, zerstört werden“ (ea hod á [gscheide] Brezn grissn; aufpassn, sonst dabrezlt’s di!), weil jemand, der gestürzt ist, verdreht wie eine Brezel am Boden liegt. Eine umgangssprachliche Bedeutung aus dem bairischen Sprachraum ist: Jemandem eine Brezn geben für „jemanden verbal oder körperlich attackieren“. Das Verb sich aufbrezeln steht für „gut anziehen, schminken, sich herausputzen“. Oder man kann auch „eine Brezel haben“ bzw. in Schwaben „A Brezg em Gsicht“ („Eine Brezel im Gesicht haben“), das heißt dann so viel wie betrunken oder angeheitert sein.
Im Bairischen bezeichnet Breznsoizer (Brezensalzer) eine Person, die untergeordnete Tätigkeiten ausübt. Der Begriff stammt vermutlich aus der Umgangssprache der Bäcker, die das Salzen der Brezen gerne den Lehrlingen überließen. Zumeist wird der Ausdruck in der Redewendung „I' bin doch ned Eahna Breznsoizer!“ gebraucht, mit der jemandem klargemacht werden soll, dass man sich nicht von ihm herumkommandieren lässt. Gelegentlich ist damit auch ein bloßes Schimpfwort gemeint.

## Brezeln in anderen Ländern

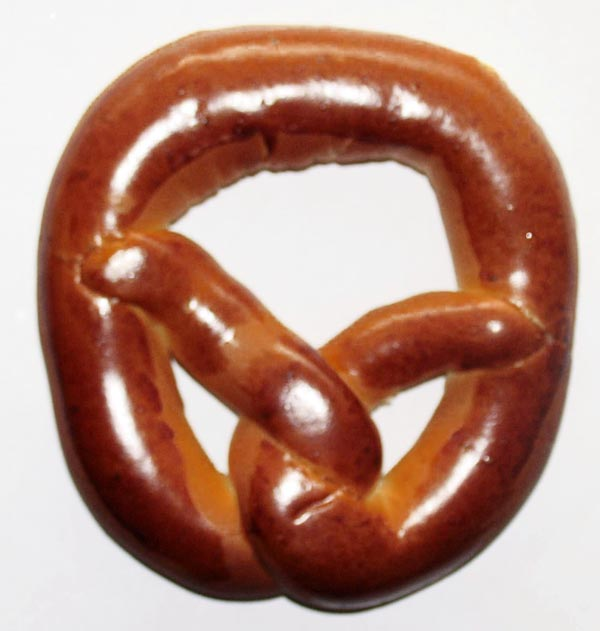
Viipurinrinkeli (Wyborg-Brezel)

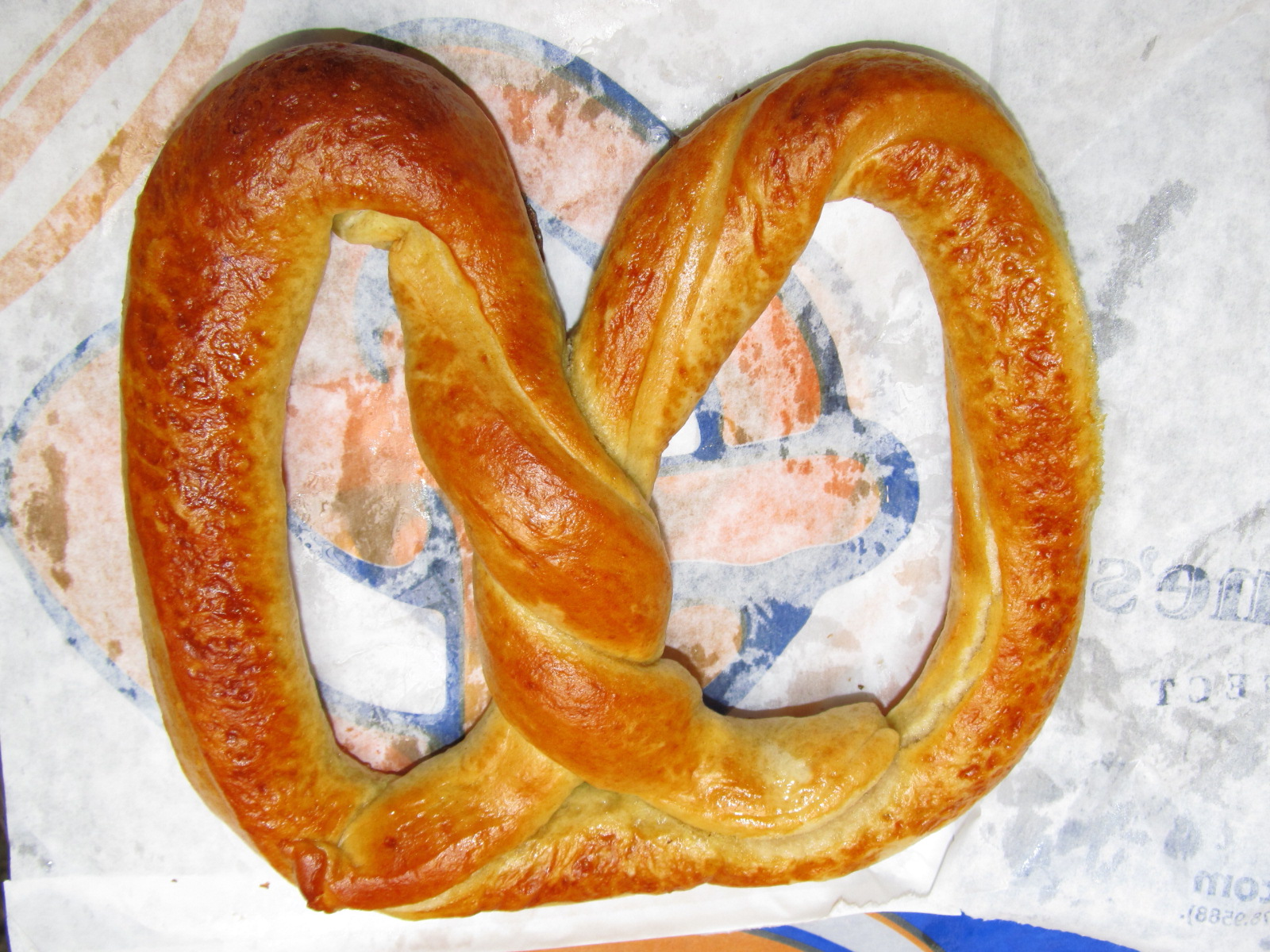
Auntie Anne’s pretzel

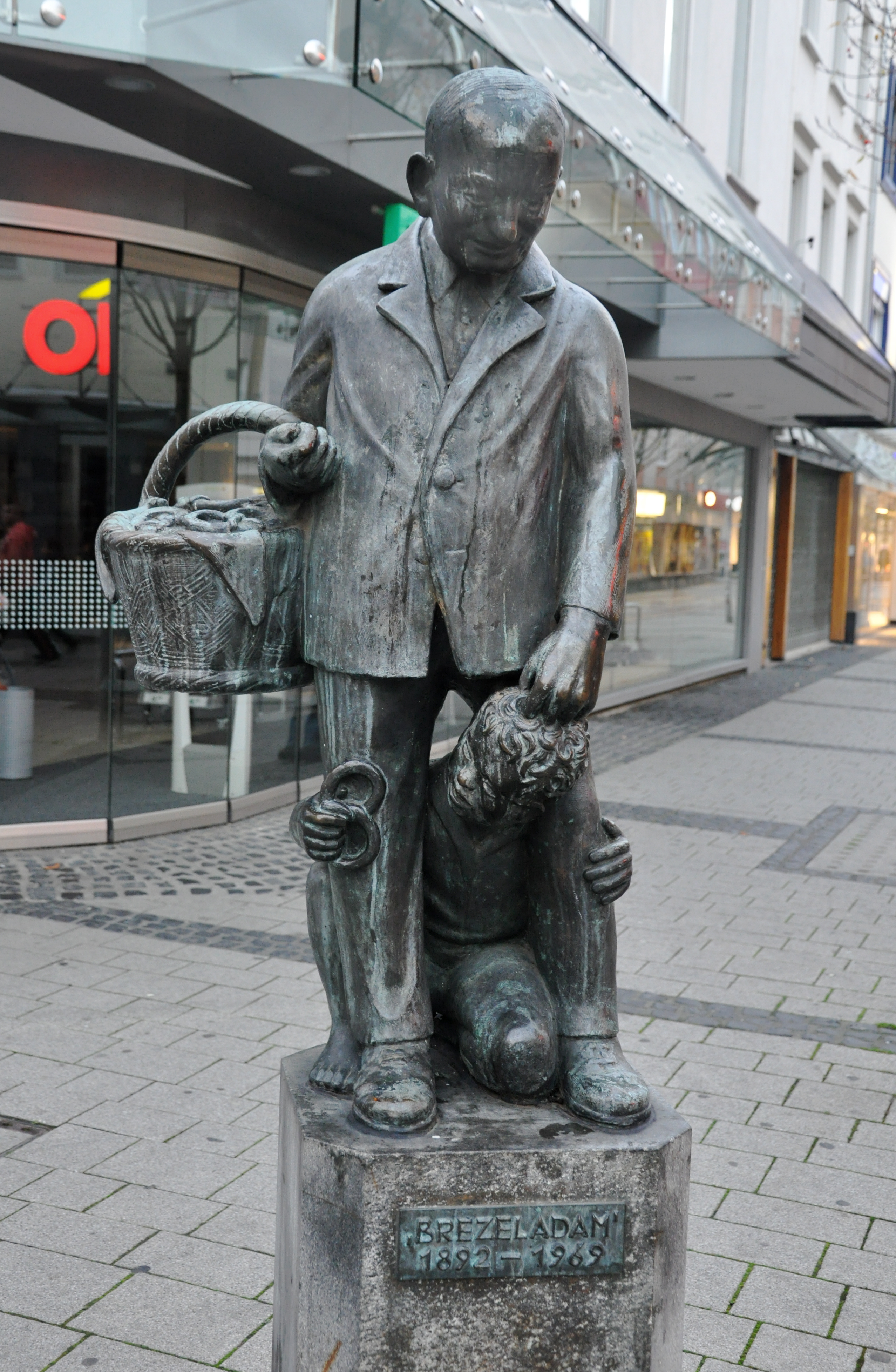
Denkmal „Brezeladam“ in Kaiserslautern

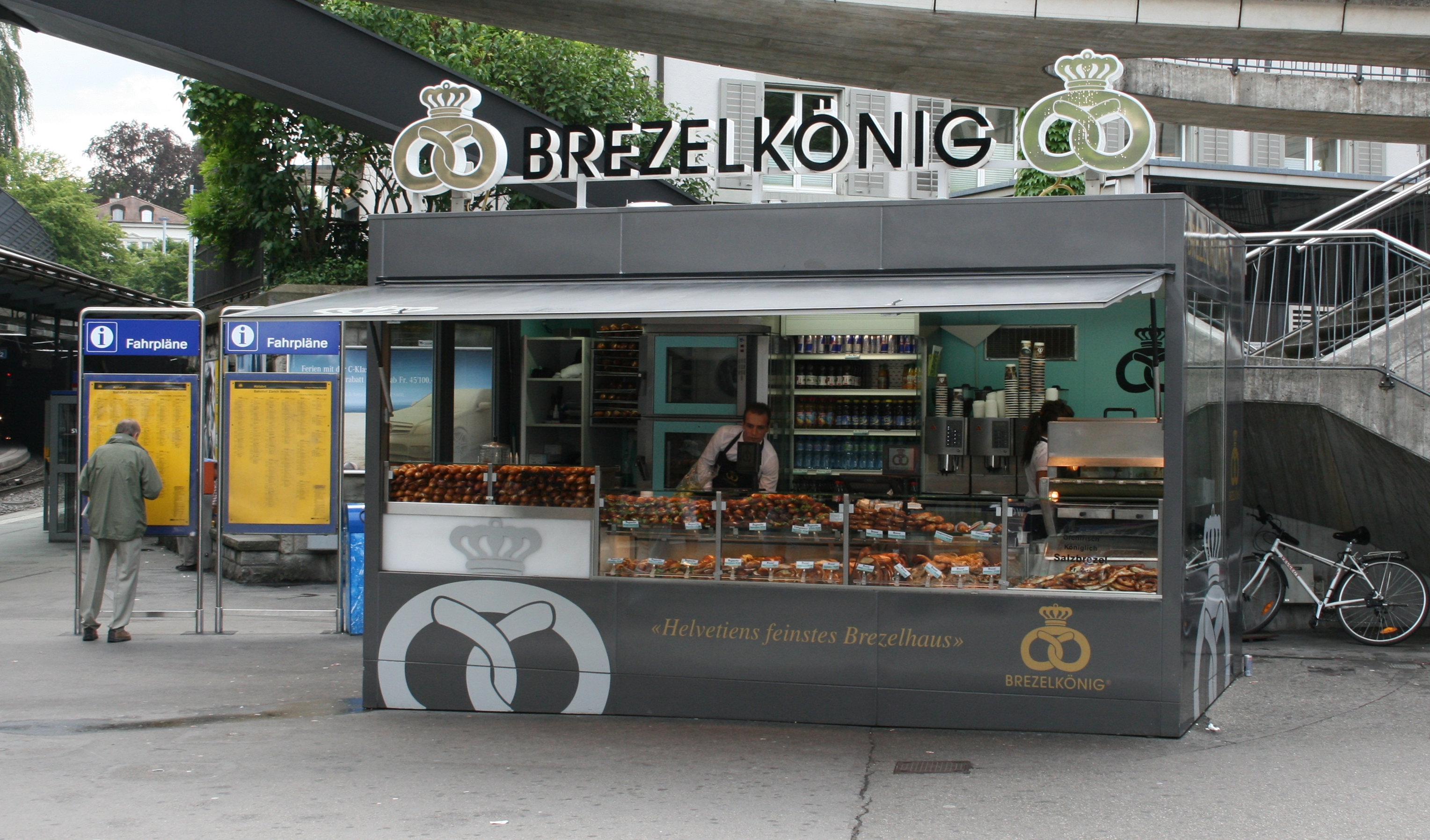
Moderner Brezelstand am Zürcher Bahnhof Stadelhofen, 2009

Als deutscher Kulturimport ist die Brezel als Pretzel auch in den Vereinigten Staaten beliebt. Dort wird sie allerdings im Allgemeinen als Weichgebäck und mit einem deutlich höheren Zuckeranteil als in Deutschland hergestellt. Vor dem Verzehr werden Pretzels oft mit Senf bestrichen oder auch in Frischkäse gedippt. Das 1988 in Lancaster gegründete Unternehmen Auntie Anne’s ist eine Fastfood-Kette, die ganz auf die Herstellung von Pretzels spezialisiert ist und Hunderte von Niederlassungen in den Vereinigten Staaten hat.
Die älteste gewerbliche Pretzelbäckerei in den USA ist seit 1861 die Bäckerei von Julius Sturgis in Lititz, Pennsylvania. Die Bäckerei wurde in die Denkmalliste des National Register of Historic Places aufgenommen und zu einer Touristenattraktion. Noch heute wird sie von der Familie Sturgis betrieben.
Von der damals schwedischen Stadt Wyborg aus verbreitete sich über Finnland und Nordrussland eine ungelaugte Hefeteigbrezel, die als Viipurinrinkeli (≈ Wyborgkringel) bekannt ist. Der Wyborgkringel, -brezel oder auch -krendel hat eine mürbe Krume sowie eine reichhaltige pikante Gewürzmischung und wurde in der zweiten Hälfte des 14. Jhs. von Franziskaner-Mönchen nach Wyborg mitgebracht. Nach der Säkularisation der Abtei infolge der Reformation in der ersten Hälfte des 16. Jahrhunderts verkauften die Mönche ihr Brezelrezept an die zwei Bäckerfamilien Vaittinen und Löppönen. Die Familien wurden vom Petersburger Hof zu Hoflieferanten ernannt. Per Dekret ordnete Zar Peter I. an, diese Brezel zu einer der Hauptspeisen bei festlichen Anlässen zu machen. Zar Alexander III. verspeiste bis zu sechs Wyborg-Brezeln täglich. Nach der Auflösung der Sowjetunion erfuhr der Wyborgkringel in den Läden und Märkten eine Wiederkehr als ein friedliches und völkerverbindendes Symbol.

## Verschiedenes
- Bereits im 14. Jahrhundert wurde in Niederschlesien die sogenannte Schaumbrezel erwähnt. Diese spezielle Brezel war fest mit dem Brauch des Sommersingens (Todaustragen) verbunden. Ursprünglich handelte es sich wohl um eine Fastenspeise älteren Ursprungs.[88]
- Seit 1976 wird im Elsass auf Initiative des von Germain Muller gegründeten Institut des arts et traditions populaires d’Alsace (IATPA) die Goldene Brezel als Auszeichnung an Personen oder Vereinigungen verliehen.[89] Mit diesem Preis sollen herausragende Beiträge zur Förderung und Darstellung der elsässischen Volkskunst und -traditionen gewürdigt werden.[90]
- 1977 wurde in der Kaiserslauterer Innenstadt ein Denkmal für den Brezel-Verkäufer „Brezeladam“ aufgestellt, einem bekannten und beliebten Stadtoriginal.[91] Adam Schmadel (1892–1969) verkaufte 50 Jahre lang Brezeln aus einem Weidenkorb bis Mitte der 1960er Jahre.[92] Der Kaiserslauterer Bildhauer Werner Bernd schuf zu dessen Andenken eine Bronzeplastik, die sich auf seinem ehemaligen Verkaufsplatz an der Kreuzung Eisenbahn- und Marktstraße (Fußgängerzone) befindet.[93]
- 2009 feierte das Musical The Producers im Berliner Admiralspalast Premiere. Am Gebäude waren Großbanner und Fahnen installiert worden, die in ihrer an nationalsozialistische Beflaggung erinnerten, statt eines Hakenkreuzes aber eine schwarze Brezel vor weiß-rotem Grund zeigten.[94]
- Die weltweit größte Brezel erschuf am 25. Oktober 2015 die Brauerei Industrias La Constancia beim Centro Internacional de Ferias y Convenciones (CIFCO) in San Salvador. Die Brezel wurde auf zusammengestellten Planchas (Grillplatten) gebacken, wog 783,81 kg, war 8,93 m lang und 4,06 m breit.[95]
- 2016 wurde in Erdmannhausen nahe Stuttgart ein Brezelmuseum eröffnet.[96]
- 2019, am 21. September, widmete der Suchmaschinenanbieter Google der Brezel ein Video-Doodle zum Start des Oktoberfestes.[97]
- 2022 wurde bekannt, dass Bundesernährungsminister Cem Özdemir die Initiative der Bäckerinnung Württemberg unterstützte, das Handwerk des Brezelbackens in das Bundesweite Verzeichnis des Immateriellen Kulturerbes aufnehmen zu wollen.[98] Die Initiative wird im Comic Die Rückkehr des Flauschmonsters (2025) von Katz & Goldt verarbeitet.[99]

Historische Aufnahmen
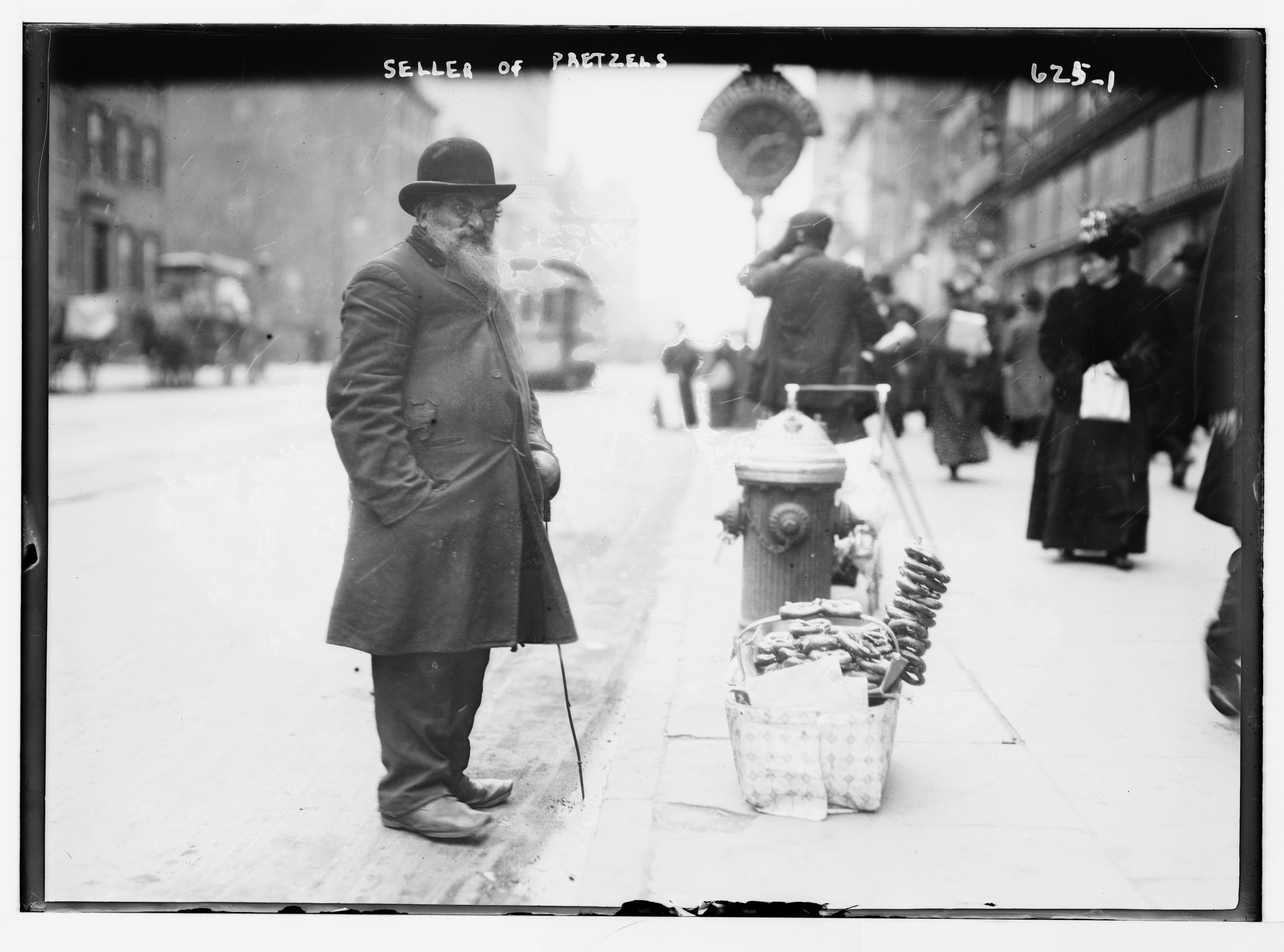
Pretzel-Verkäufer in Brooklyn, Park Slope, 6th Avenue, New York City, um 1915
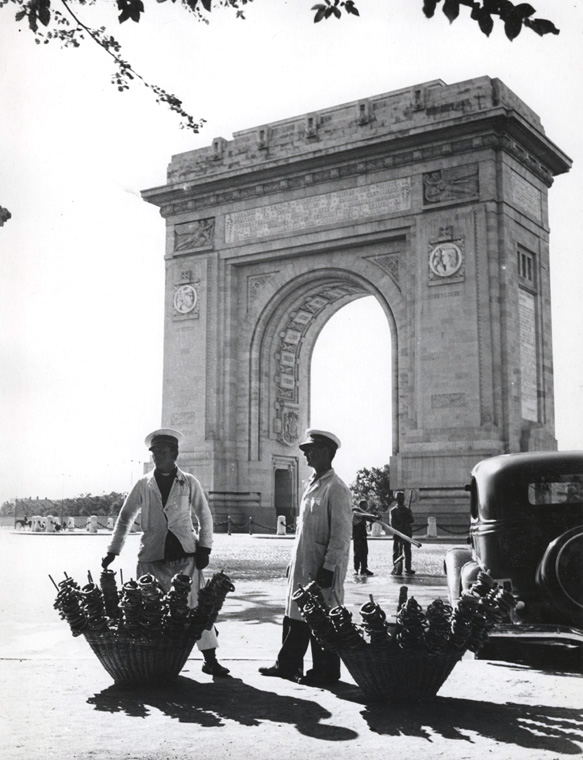
Brezel-Verkäufer vor dem Bukarester Triumphbogen, Ende 1930er Jahre
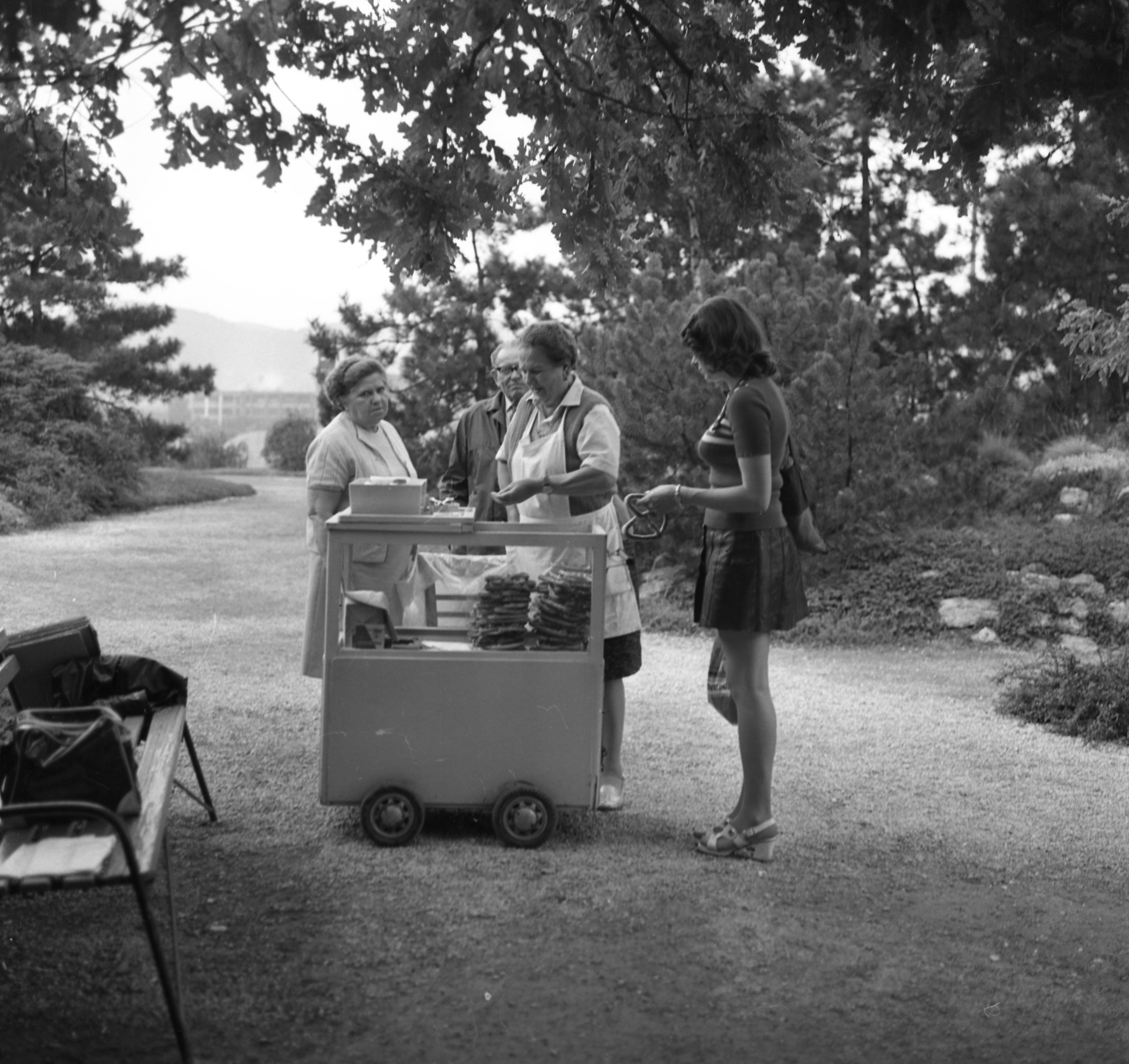
Brezel-Verkäuferin auf der Margareteninsel in Budapest, 1972

## Ausstellung
- Mainzer Brezel – verschlungene Geschichten eines Gebäcks. Stadthistorisches Museum Mainz, 14. Dezember 2013 – 27. April 2014.[100]

## Museum
- Brezelmuseum in Erdmannhausen im Landkreis Ludwigsburg

## Filme
- Anisbrezen aus Weidenberg. Fernseh-Reportage, Deutschland, 2015, 8:32 Min., Buch: Paul Enghofer, Kamera: Harry Lehner, Produktion: Bayerischer Rundfunk, Reihe: Zwischen Spessart und Karwendel, Erstsendung: 17. Januar 2015 beim Bayerischen Fernsehen, Inhaltsangabe und online-Video von BR.
In Weidenberg finden ab Januar die Brezenwochen statt.
- Laugenbrezel in der Degustation: Von teigig bis fein mürb. Fernseh-Reportage, Schweiz, 2015, 7:18 Min., Bericht: Roger Müller und David Jans, Kamera: Adrian Baumann, Produktion: SRF, Redaktion: Kassensturz, Erstsendung: 6. Oktober 2015 bei SRF, Testergebnisse und online-Video von SRF. U.a. mit Bäcker Franz Marty aus Stein am Rhein.
- Brezelsupp – Die Rezeptsucherin in Speyer. Fernseh-Reportage, Deutschland, 2016, 29:43 Min., Moderation: Susanne Nett, Produktion: SWR, Reihe: Die Rezeptsucherin, Erstsendung: 1. September 2016 beim SWR Fernsehen, Filmdaten. (Memento vom 28. Mai 2017 im Internet Archive) Inhaltsangabe der ARD.
„In der Pfalz feiert man gern. Und man isst auch gern. In Speyer gibt es sogar ein Fest, das zu Ehren einer kulinarischen Spezialität gefeiert wird: das Brezelfest.“
- Made in Germany – Exportschlager Genuss. Dokumentarfilm, Deutschland, 2017, 9:26 Min., Produktion: n-tv, Reihen: Wissen, Made in Germany, Erstsendung: 16. September 2017 bei n-tv,[103] online-Video von ProSieben (registrierungspflichtig). Mit Wiesnbreznbäcker Oswald Piller und Müller Stefan Blum.
- Schwäbische Brezel – vom Aussterben bedroht? Fernseh-Reportage, Deutschland, 2018, 3:31 Min., Buch und Regie: Markus Frank, Sprecherin: Sonja Faber-Schrecklein, Produktion: SWR, Redaktion: SWR Landesschau Baden-Württemberg, Erstsendung: 24. Januar 2018 bei SWR Fernsehen, online-Video von SWR.
„Die original schwäbische Brezel muss dünne Ärmchen und einen dicken Bauch haben. Doch immer mehr Bäcker stellen ihre Brezeln industriell her – mit ganz anderen Maßen.“
- Wie man eine Brezel backt. Dokumentarfilm, Deutschland, 2021, 22:16 Min., Buch und Regie: Sabine Hoeth, Produktion: teamWerk, SWR, Reihe: SWR Handwerkskunst, Internetpublikation: 2. November 2021 im YouTube-Kanal von SWR Handwerkskunst, Inhaltsangabe und online-Video von SWR.